# ضباب عام 2013 على جنوب شرق آسيا

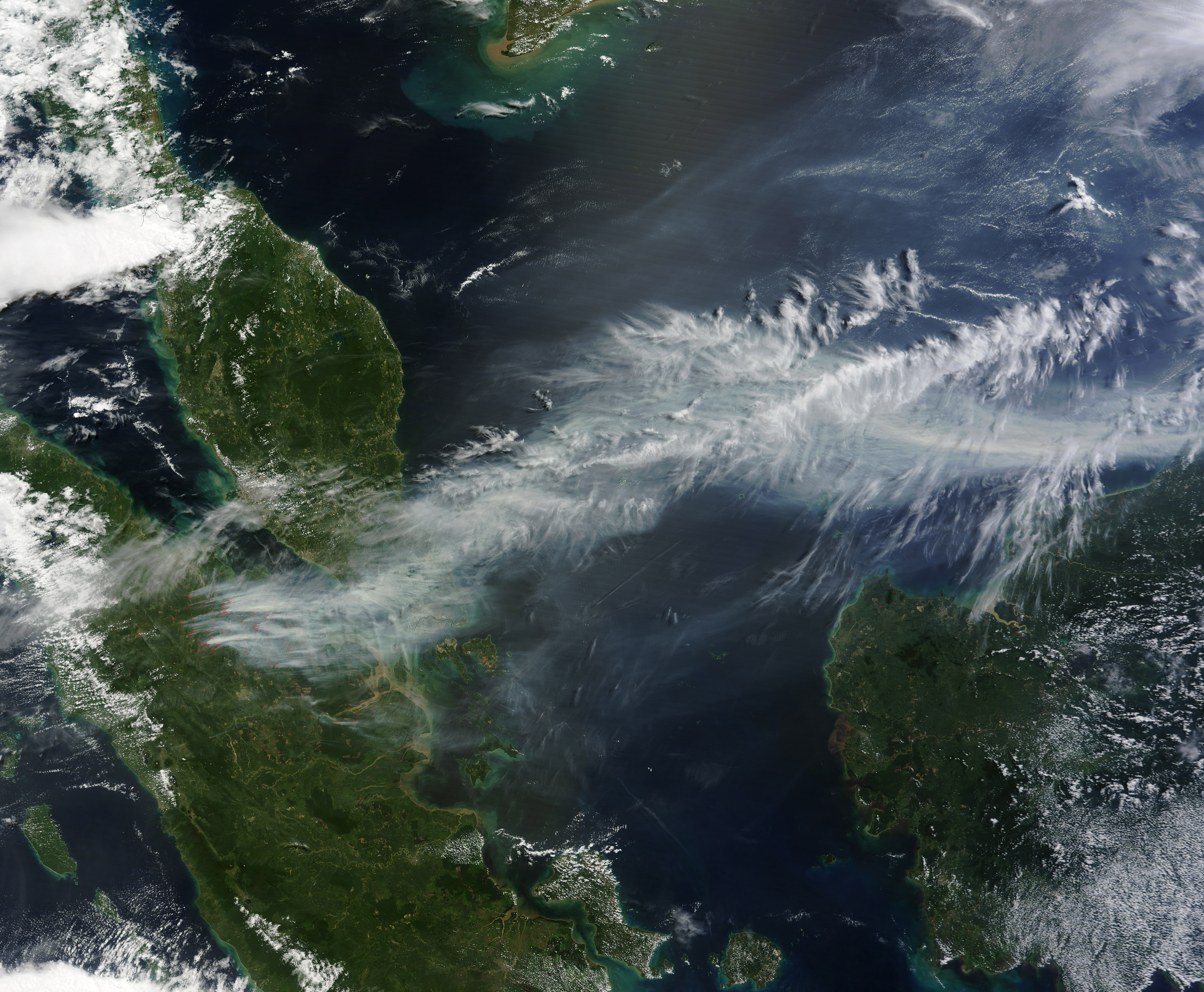
صورة من أحد الأقمار الصناعية التابعة لوكالة الفضاء الأمريكية (ناسا) تبين ضباب يوم 19 يونيو 2013 على جنوب شرق آسيا

ضباب عام 2013 على جنوب شرق آسيا هي أزمة بيئية أثرت على العديد من البلدان الواقعة في جنوب شرق آسيا، ومن بينها بروناي، وإندونيسيا، وماليزيا، وسنغافورة، وجنوب تايلاند، حين تكاثف الضباب على هذه المنطقة بشكل رئيسي خلال شهري يونيو ويوليو من عام 2013.

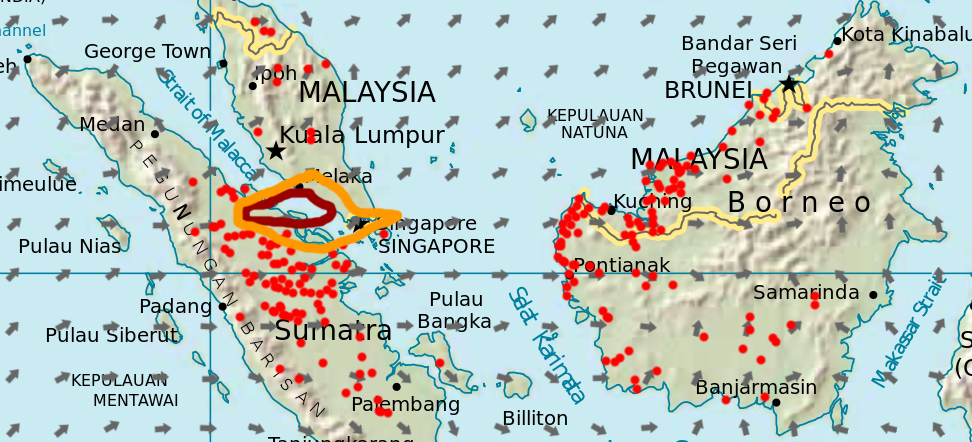
نطاق تواجد الضباب في يوم 19 يونيو 2013 على مناطق من جنوب شرق آسيا.

كان تكاثف ضباب عام 2013 على جنوب شرق آسيا ناجماً عن الاحتراق على نطاق واسع في أجزاء كثيرة من جزيرة سومطرة وجزيرة بورنيو، حيث أظهرت صور الأقمار الصناعية الآتية من القمرين الصناعيين تيرا، وأكوا التابعين لوكالة الفضاء الأمريكية (ناسا) أن الضباب نتج بشكل أساسي بسبب الأدخنة الناجمة عن الحرائق المشتعلة في مقاطعة رياو بإندونيسيا.

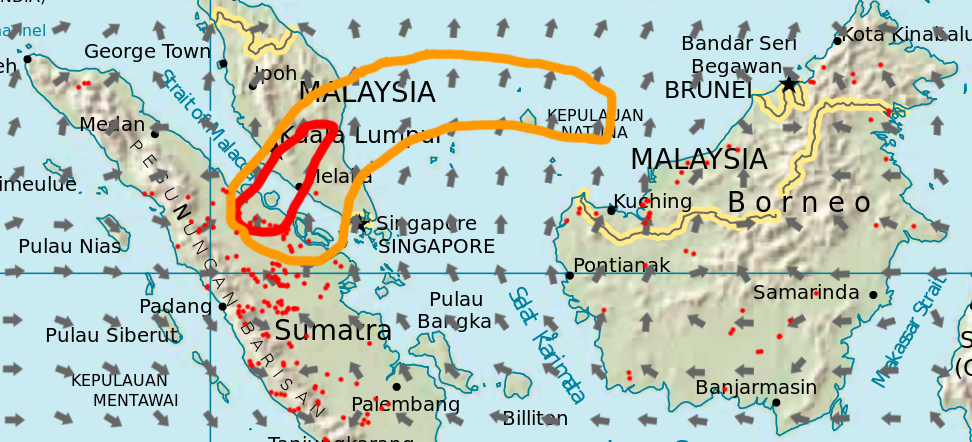
طاق تواجد الضباب في يوم 23 يونيو 2013 على مناطق من جنوب شرق آسيا.

كان لضباب عام 2013 على جنوب شرق آسيا أثرا ملحوظًا في التسبب في مستويات عالية من التلوث في سنغافورة وأجزاء عديدة من ماليزيا، فقد وصل مؤشر معايير التلوث لمدة 3 ساعات في سنغافورة إلى مستوى قياسي بلغ 401 في 21 يونيو 2013 متجاوزًا بذلك الرقم القياسي المسحّل السابق الذي سُجّل خلال ضباب عام 1997 على جنوب شرق آسيا، والذي بلغ 226. ارتفع مؤشر تلوث الهواء في 23 يونيو في بلدة موار بمقاطعة جوهور الماليزية إلى 746 في الساعة 7 صباحًا وهو ما يقرب من 2.5 مرة أعلى من النطاق الأدنى لمستوى الخطر، مما أدى إلى إعلان حالة الطوارئ في بلدتي موار وليدانج، وأغلاق المدن المتاخمة لهما، قبل أن ترفع حالة الطوارائ في صباح يوم 25 يونيو من نفس العام.

## التسلسل الزمني للأحداث
التقطت الأقمار الصناعية تيرا وأكوا التابعة لوكالة الفضاء الأمريكية (ناسا) في 19 يونيو 2013 صورًا للدخان المتصاعد من حرائق الغابات غير القانونية في جزيرة سومطرة الإندونيسية وهو يهب شرقًا باتجاه جنوب ماليزيا وسنغافورة، مما تسبب في تكون سحب كثيفة من الضباب في المنطقة. وكما ذكر مسؤول إندونيسي محلي قد يكون مصدر الضباب عبارة عن أرض مليئة بالحث تبلغ مساحتها 3000 هكتار في مدينة بانغكاليس بمقاطعة رياو، والتي أضرمت فيها النيران على يد أطراف غير معروفين في 9 يونيو من عام 2013. لقد التقطت الأقمار الصناعية ما يصل إلى 187 نقطة ساخنة في 18 يونيو 2013، ثم وصل عددها إلى 85 في يوم 20 يونيو من نفس العام.
وفي 21 يونيو 2013 اكتُشف ما مجموعه 437 نقطة ساخنة في جزيرة سومطرة. وبعد يومين انخفض العدد إلى 119. وفي 24 يونيو اكتشف 159 نقطة ساخنة في مقاطعة رياو من إجمالي 227 نقطة ساخنة اكتشفت في سومطرة. وقد أوضح ضابط بالقوات الجوية أن انخفاض عدد النقاط الساخنة التي اكتشفت في بعض الأيام كان بسبب الغطاء السحابي الكثيف مما منع القمر الصناعي من اكتشاف بعض النقاط الساخنة. كما أفادت وزارة البيئة الماليزية إنه تم اكتشاف 173 نقطة ساخنة في ماليزيا في 24 يونيو 2013، كانت واحدة منها في مدينة نكري سمبيلن، وواحدة في مدينة ترغكانو، وثلاثة في مدينة صباح، و168 في مدينة ساراواك. كانت العديد من النقاط الساخنة مملوكة لشركات زيت النخيل أو المزارعين أصحاب الحيازات الصغيرة الذين يزودون هذه الشركات بزيت النخيل ويستخدمون أساليب القطع والحرق لتطهير أراضيهم لموسم الزراعة التالي. وقال رئيس الوزراء السنغافوري لي هسين لونج أن الشركات هي على الأرجح من تسببت في إحداث الحرائق وليس ممارسات القطع والحرق من أصحاب الحيازات الصغيرة. أصدر الرئيس الإندونيسي سوسيلو بامبانج يودويونو في 25 يونيو 2013 اعتذارًا رسميًا لماليزيا وسنغافورة عن الضباب الدخاني الخطير.
اكتشفت الأقمار الصناعية 265 نقطة ساخنة في يوم 26 يونيو 2013، لكن العدد انخفض بعد ذلك ليصبح 54 نقطة في يوم 27 يونيو 2013 بعد هطول أمطار غزيرة بين عشية وضحاها بين اليومين. كان فريق كارديف سيتي لكرة القدم، والذي صعد حديثًا إلى الدوري الإنجليزي الممتاز لكرة القدم، قد ألغى زيارة استمرت أسبوعًا لماليزيا إلى منزل مالكه الملياردير فينسينت تان، والتي كان من المقرر أن تبدأ خلال ذلك الأسبوع، نتيجة للضباب الشديد.
استمر عدد النقاط الساخنة في سومطرة في الانخفاض في 27 يونيو 2013 حيث سُجّلت 42 نقطة ساخنة في الساعة الرابعة مساء ذلك اليوم. وفي نفس الوقت في 28 يونيو 2013 اكتشفت الأقمار الصناعية 15 نقطة فقط. قالت وكالة البيئة الوطنية في سنغافورة أن هذا قد يكون سبب تحسن ظروف الضباب في سنغافورة وماليزيا خلال الأسبوع السابق. ثم انخفض عدد النقاط الساخنة إلى 7 فقط في 29 يونيو 2013.
جدد الصندوق العالمي للطبيعة الدعوات إلى تفعيل وتنفيذ سياسات منع الحرائق. كان قد وجد أن مقاطعة رياو في جزيرة سومطرة تحتوي، استنادًا إلى اكتشافات الأقمار الصناعية للنقاط الساخنة، على أكثر من 88٪ من النقاط الساخنة التي تسببت في أسوأ ضباب حدث على سنغافورة وشبه جزيرة ماليزيا منذ عام 1997. حيث اكتشفت الأقمار الصناعية التابعة لوكالة الفضاء الأمريكية في الفترة من 1 إلى 24 يونيو 2013 أكثر من 9000 نقطة ساخنة في جزيرة سومطرة كان ما يزيد عن 8000 تقع في مقاطعة رياو.
نُشر في يوم 29 يونيو 2013 ما مجموعه 2800 من الأفراد العسكريين، وطائرات الهليكوبتر، والطائرات لمكافحة الحرائق، كما ساعد قرابة ثلاثة آلاف مدني في عمليات الإطفاء. ومن ثم تقلصت الحرائق من مساحة 16500 هكتار إلى 4081 هكتار. وفي الأول من يوليو (تموز) اكتشفت الأقمار الصناعية 4 نقاط ساخنة في مقاطعة رياو، وكان ذلك هو أقل رقم من النقاط الساخنة اكتُشف في المقاطعة منذ بداية أزمة الحرق. ثم اكتشفت الأقمار الصناعية 43 نقطة ساخنة في جزيرة سومطرة في 19 يوليو 2013. وفي اليوم التالي، ارتفع عدد النقاط الساخنة بشكل حاد حيث كانت جزيرة سومطرة تعاني من طقس جاف، فكانت هناك 159 نقطة ساخنة في جزيرة سومطرة يقع 63 منها في مقاطعة رياو.
وفي 21 يوليو 2013 ارتفع عدد النقاط الساخنة في جزيرة سومطرة إلى 261 نقطة نتيجة استمرار الطقس الجاف، واكتشفت منها 173 نقطة ساخنة في مقاطعة رياو. وكانت النقاط الساخنة المتبقية تقع بشكل رئيسي في شمال الجزيرة، وفي إقليم آتشيه وشمال سومطرة. وفي ماليزيا اكتشفت الأقمار الصناعية ما مجموعه 19 نقطة ساخنة، كانت هناك 7 نقاط ساخنة منها في مدينة جوهور، و4 في كل من مدينة كلنتن، ومدينة فهغ، و2 في مدينة فيرق، وواحدة في كل من مدينة سيلاغور ومدينة صباح. انخفضت النقاط الساخنة قليلاً بعد يوم واحد حيث اكتشف 167 نقطة ساخنة في مقاطعة رياو من إجمالي 252 نقطة ساخنة اكتشفت في جزيرة سومطرة. ولكن مع قدوم يوم 23 يوليو 2013 ارتفع عدد النقاط الساخنة في مقاطعة رياو مرة أخرى إلى 183 نقطة، وهو أعلى عدد من النقاط الساخنة التي تم اكتشافها في رياو منذ عودة الضباب. ثم اكتشفت الأقمار الصناعية في اليوم التالي 185 نقطة ساخنة في مقاطعة رياو في 24 يوليو 2013، وذكرت السلطات الإندونيسية إنه من المتوقع أن يرتفع عدد النقاط الساخنة في شهر أغسطس (آب) من عام 2013 حيث من المرجح أن يصل نشاط القطع والحرق إلى ذروته، مما يتسبب في زيادة كثافة الضباب وزيادة حجمه.
انخفض عدد النقاط الساخنة في مقاطعة رياو في يوم 25 يوليو إلى 56 نقطة بعد أن ساعدت 4 طائرات هليكوبتر و100 فرد عسكري في إخماد الحرائق. كانت هناك زيادة حادة في النقاط الساخنة في إندونيسيا في يوم 26 أغسطس 2013 مع اكتشاف 488 نقطة ساخنة. كما كان هناك 308 نقاط ساخنة في اليوم التالي في 27 أغسطس 2013.

## الدول المتضررة

### بروناي
اكتشف مركز الأرصاد الجوية الأسيوي المتخصص في سنغافورة في يوم 23 يونيو 642 نقطة ساخنة، والتي كانت منتشرة في الغالب في أجزاء من وسط وغرب جزيرة بورنيو مما تسبب في تكاثف الضباب على بروناي وأجزاء أخرى من بورنيو. كانت مقاطعة بروناي موارا قد سجّلت في يوم 20 يونيو قراءة جيدة لمؤشر معايير التلوث بلغت 44، بينما سجّلت مقاطعة بيلايت قراءة معتدلة لمؤشر معايير التلوث بلغت 75، وسجّلت مقاطعة تمبورونج قراءة معتدلة أيضا لمؤشر معايير التلوث بلغت 64 ، وسجّلت مقاطعة توتونج قراءة معتدلة لمؤشر معايير التلوث بلغت 66. ذكرت إدارة البيئة والمتنزهات والاستجمام في بروناي في اليوم التالي أن قراءات مؤشر معايير التلوث كانت أعلى نسبيًا من المعتاد، لكن مستويات تلوث الهواء يمكن اعتبارها معتدلة حيث كانت قراءات مؤشر معايير التلوث في بروناي لا تزال أقل من 100. سجّلت مقاطعة باليت في يوم 21 يونيو أعلى قراءة لمؤشر معايير التلوث والتي بلغت 98، وتلتها مقاطعة تيمبورونج بمؤشر معايير تلوث بلغ 94، ثم مقاطعة توتونج التي سجّلت مؤشر معايير تلوث بلغ 92، وكانت مقاطعة بروناي موارا هي الأدنى في قراءة مؤشر معايير التلوث حيث سجّلت 65. ظل الضباب في بروناي على حاله حتى يوم 24 يونيو وظلت قراءات مؤشر معايير التلوث في مقاطعة بروناي-موارا عند مستوى جيد بلغ 43، وفي مقاطعة بلايت عند مستوى متوسط بلغ 75، وفي مقاطعة تيمبورونج عند مستوى معتدل بلغ 72، وفي مقاطعة توتونج عند مستوى معتدل بلغ 73. وبحلول يوم 26 يونيو اختفى الضباب من بروناي وعادت مستويات مؤشر معايير التلوث إلى المستويات الجيدة على الرغم من تسجيل مستويات معتدلة من مؤشر معايير التلوث في مقاطعة توتونغ بلغت 70، وبلغت في مقاطعة بيلايت 64. كما انخفض العدد الإجمالي للنقاط الساخنة من 231 نقطة في يوم السبت إلى 117 نقطة في يوم الثلاثاء.

#### الإجراءات والتدابير المتخذة
أصدرت وزارة الصحة في بروناي خلال فترة الضباب مجموعة إرشادات صحية للجمهور، ونصحت الجمهور أيضًا بالتحقق بانتظام من مؤشر معايير التلوث القياسي، واتباع الإرشادات الصحية والبحث عن العلاج إذا شعروا بتوعك بسبب الضباب.

#### قراءات مؤشر معايير التلوث القياسي
| قراءات مؤشر معايير الملوثات القياسي في مقاطعات بروناي \| التاريخ (الوقت) \| مقاطعة بروناي-موارا \| مقاطعة بيلايت \| مقاطعة تيمبورونج \| مقاطعة تونونج \| \| ------------------------------------- \| ------------------- \| ------------- \| ---------------- \| ------------- \| \| 26 (الساعة الرابعة مساءاً) \| 45 \| 48 \| 42 \| 54 \| \| 27 (الساعة الثانية عشر ظهراً) \| 26 \| 41 \| 37 \| 50 \| \| 27 (الساعة الرابعة مساءاً) \| 38 \| 52 \| 46 \| 45 \| \| 27 (الساعة الخامسة مساءاً) \| 46 \| 41 \| 62 \| 62 \| \| 28 (الساعة 9 مساءا) \| 36 \| 43 \| 24 \| 32 \| \| 0–50 جيد 51–100 معتدل 101–200 غير صحي \| \| \| \| \| |                     |               |                  |               |
| التاريخ (الوقت) | مقاطعة بروناي-موارا | مقاطعة بيلايت | مقاطعة تيمبورونج | مقاطعة تونونج |
| --- | ------------------- | ------------- | ---------------- | ------------- |
| 26 (الساعة الرابعة مساءاً) | 45                  | 48            | 42               | 54            |
| 27 (الساعة الثانية عشر ظهراً) | 26                  | 41            | 37               | 50            |
| 27 (الساعة الرابعة مساءاً) | 38                  | 52            | 46               | 45            |
| 27 (الساعة الخامسة مساءاً) | 46                  | 41            | 62               | 62            |
| 28 (الساعة 9 مساءا) | 36                  | 43            | 24               | 32            |
| 0–50 جيد 51–100 معتدل 101–200 غير صحي |                     |               |                  |               |

### إندونيسيا
انخفضت الرؤية في مدينة بيكانبارو عاصمة مقاطعة رياو حيث توجد غالبية النقاط الساخنة، واشتكى عدد من سكان بيكانبارو من أن الضباب يؤثر على صحتهم، واضطرت الحكومة الإندونيسية لإغلاق مطار السلطان سياريف قاسم الثاني لعدة ساعات مما تسبب في تحويل عدة رحلات جوية إلى المطارات القريبة مثل مطار بولونيا الدولي في ميدان أو إلى كوالالمبور ماليزيا. كما علقت السلطات الرحلات الجوية من وإلى مطار بينانغ كامباي في مدينة دوماي بسبب ضعف الرؤية.
تأثر السكان المحليون في مقاطعة رياو أيضًا بالضباب بينما ركزت الكثير من وسائل الصحافة والإعلام على تأثير الضباب على سنغافورة وماليزيا حيث فر السكان من منازلهم في بنغكاليس، وعاني حوالي 30٪ منهم من مشاكل في الجهاز التنفسي. كما اشتعلت النيران في هكتارات من الأراضي الزراعية المحلية مما أدى إلى تدمير محاصيل الموسم. وبلغت قراءة مؤشر معايير الملوثات القياسي في دوماي 492 صباح يوم 21 يونيو 2013. إلا أن معظم أجزاء إندونيسيا لم تتعرض للضباب بسبب أنماط الرياح.
كانت الحكومة الإندونيسية قد ألقت في وقت سابق من يوم 22 يونيو باللوم على ثماني شركات، من بينها شركات بي تي سينار ماس أغرو ريسورسيز أند تكنولوجي (سمارت)، وشركة آسيا باسيفيك ريسورسز إنترناشونال، في إشعال الحرائق. ثم كشف وزير البيئة بالتازار كامبوايا في وقت لاحق من يوم 22 يونيو 2013 أن ما لا يقل عن 20 شركة مزارع تعمل في مقاطعة رياو يُشتبه في أنها تسببت في حرائق الأراضي والغابات، وكان منها 8 شركات ماليزية، وهي شركة بي تي لانغام، وشركة بي تي بومي راكسا سيجاتي، وشركة بي تي أديل بلانتيشن، وشركة أودايا لوب ديناوي، وشركة بي تي جاتيم جايا بيركاسا، وشركة موستيكا أغرو ليستاري، وشركة تونغال ميترا بلانتيشن. كانت أربع شركات فقط من ماليزيا عقب اجتماع في إندونيسيا بين بالتازار وبالانيفيل ونفت الشركات أي تورط في الحرائق. كانت الشركات المحلية الأخرى التي كُشف عنها تتضمن: شركة بي تي سياك سيرايا، وشركة بي تي كيميا تيرتا أوتاما، وشركة بي تي إنتي إنتوساويت سوبور، وشركة فيليج يونيت، وشركة كارتاياتام، وشركة باداسا إنام أوتاما.
في صباح يوم 24 يونيو 2013 غطى الضباب سماء مدينة بيكانبارو عاصمة مقاطعة رياو. كانت قراءات مؤشر معايير الملوثات القياسي في مدينة بيكانبارو تتأرجح حول القراءة المعتدلة 100 في الأسبوع السابق، لكنها ارتفعت إلى قراءة غير صحية عند 140 في ليلة 23 يونيو 2013. وفي نفس الصباح تأخرت عدة رحلات تجارية في مطار سياريف قاسم الثاني قبل الإقلاع بسبب ضعف الرؤية الناجم عن الضباب. وصلت الرؤية في مدينة دوماي، وهي إحدى المناطق الأكثر تضررًا في مقاطعة رياو، إلى أقل من 500 متر بعد أن سجلت قراءة مؤشر معايير الملوثات القياسي رقمًا قياسيًا خطيرًا بلغ 900، وكانت هذه القراءة هي الأعلى من أي قراءة خلال أي أزمة ضباب سابقة، والتي بلغت ثلاث أضعاف أعلى من المستوى الخطر الأدنى لقراءة مؤشر معايير الملوثات القياسي.
ألقت الشرطة الإندونيسية في 25 يونيو 2013 القبض على ثمانية مزارعين إندونيسيين لإشعال الحرائق في الأراضي الزراعية. ثم ارتفع العدد إلى 23 شخصًا في الأول من يوليو من نفس العام بعد اعتقال ستة مزارعين آخرين لقيامهم بأنشطة القطع والحرق غير القانونية.
قالت إندونيسيا إنها ستصدق على اتفاقية دول جنوب شرق آسيا لعام 2002 بشأن التلوث بالضباب العابر للحدود في أسرع وقت ممكن. وأكد وزير البيئة الإندونيسي بالتازار كامبوايا على أهمية التصديق على الاتفاقية قائلاً إن إندونيسيا يجب أن تكون قلقة بشأن تأثير الضباب على شعبها، وكذلك رفاهية الناس في البلدان المجاورة المتضررة من الضباب. لم تصدق إندونيسيا حتى الآن على الاتفاقية منذ أن أعلنت ذلك في 6 يوليو 2013.
في 21 يوليو 2013 غطى الضباب الكثيف سماء مدينة دوماي مرة أخرى بسبب الزيادة المفاجئة في عدد النقاط الساخنة مع انخفاض الرؤية على مستوى الطرق ووصولها إلى أقل من 200 متر.
سجلت أجزاء كثيرة من مقاطعة رياو في 22 يوليو قراءات خطرة لمؤشر معايير الملوثات القياسي حيث سُجّل أسوأ قراءة، والتي بلغت 619، في بلدة ة مومباي شمال مدينة بيكانبارو عاصمة مقاطعة رياو. وتدهورت جودة الهواء في مقاطعة رياو منذ ذلك الحين، كما تأخرت الرحلات الجوية من وإلى مدينة بيكانبارو بسبب تدهور الرؤية.

#### التدابير المتخذة
استخدمت الحكومة الإندونيسية تقنية تعديل الطقس لخلق أمطار اصطناعية وإطفاء الحرائق المستعرة. وخصصت حوالي 200 مليار روبية (ما يعادل حوالي 20 مليون دولار أمريكي أو 25.6 مليون دولار سنغافوري في ذلك الوقت) للتعامل مع الكارثة ونشرت سبع طائرات عسكرية لقصف المياه واستمطار السحب لمكافحة حرائق الغابات المستعرة في 21 يونيو 2013. كما نشرت الحكومة الإندونيسية في شهر يونيو وحده أكثر من 3000 جندي من مشاة البحرية وضباط القوات الجوية للمساعدة في مكافحة الحرائق.
ولقد صرح وزير الزراعة الإندونيسي سوسونو أن التحقيقات قد فُتحت للعثور على الشركات المسؤولة عن تلوث الهواء، ووافق على نشر أسماء الشركات إذا ثبتت إدانتها.
كما ذكر وزير الغابات الإندونيسي ذو الكفل حسن إن الحكومة لن تتسامح مع قيام الشركات بإحراق الأراضي والشجيرات التي تسببت في الضباب الذي اكتنف مقاطعة رياو ومحيطها، وأن الشركات التي ثبت أنها استخدمت القطع والحرق لتطهير الأرض سوف يتم التعامل معها بحزم. وقد كلفت الحكومة الشرطة الوطنية بمعالجة الإجراءات القانونية وفرض عقوبات على الشركات التي تقف وراء حرائق الغابات.
في فجر يوم 23 يونيو 2013 سقطت الأمطار لمدة 30 دقيقة في مدينة دوماي، وهي المدينة الساحلية الأقرب إلى العديد من النقاط الساخنة، نتيجة عمليات استمطار السحب. سقطت الأمطار على دوماي مرة أخرى في الساعة 5 مساءً في نفس اليوم بعد أن بدأت طائرة هرقل سي -130 في إجراء عمليات الاستمطار في إقليم بنغكاليس وفي مدينة دوماي في الساعة 2 مساءً. ولكن لم يهطل الكثير من المطر. وصرح الملازم أول فجار جوستانا أحد أولئك الذين أجروا عمليات الاستمطار إن هذه العمليات كانت صعبة نظرًا لوجود عدد قليل جدًا من السحب، وكانت السحب بشكل عام رقيقة جدًا، وقال أيضًا إنه لم تكن هناك غيوم مباشرة فوق النقاط الساخنة مما جعل من الصعب عليهم القيام بعملية الاستمطار.
ذكرت حكومة إندونيسيا في 27 يونيو 2013 إنها ستبدأ في اسقاط المياه على نطاق واسع في غضون أسبوع واحد، حيث خططت حكومة إندونيسيا للقيام بذلك بمساعدة طائرات هليكوبتر روسية مستأجرة من طراز كاموف والتي تحتوي على خزانات يمكن أن تحمل 8000 لتر من الماء مقارنة بطائرات الهليكوبتر الإندونيسية التي تتسع خزاناتها فقط لحمل 500 لتر.
تحولت إندونيسيا إلى الوضع الوقائي في الأول من يوليو 2013 بعد أن نجحت في إخماد معظم الحرائق، على الرغم من استمرار اندلاع الحرائق تحت الأرض في أراضي الخث، لتتمكن من الاستجابة بشكل أسرع وإطفاء الحرائق قبل أن تخرج عن السيطرة مرة أخرى. كما زادت حكومة إندونيسيا من الدوريات الليلية، كما وضعت الطائرات المخصصة لإجراء عمليات الاستمطار على أهبة الاستعداد. وصرحت حكومة إندونيسيا إن الطائرة الاحتياطية يجب أن تكون قادرة على الاستجابة بسرعة للحرائق وتطير على الفور إلى مقاطعات جامبي وسومطرة الجنوبية ولامبوغ في سومطرة بالإضافة إلى أربع مقاطعات في كليمنتان في جزيرة بورنيو. وذكر المتحدث باسم الوكالة الوطنية لإدارة الكوارث في إندونيسيا الدكتور أجوس ويبوو إن إندونيسيا تتوقع أن تؤثر الحرائق على سبع مقاطعات أخرى أيضًا حيث لم يكن موسم الجفاف في البلاد قد وصل إلى ذروته بعد، والذي كان من المتوقع أن يستمر حتى شهر أكتوبر 2013.
كانت هناك أربع طائرات هليكوبتر وطائرة في وضع الاستعداد في مقاطعة رياو بدءًا من يوم 21 يوليو 2013 بحيث يمكن إخماد الحرائق باستخدام عمليات الاستمطار والقصف المائي. وذكر بيان صادر عن وكالة إدارة الكوارث الإندونيسية في 22 يوليو 2013 أن هناك ما مجموعه 6 طائرات في وضع الاستعداد لإجراء عمليات الاستمطار بينما وُضع الجنود أيضًا على أهبة الاستعداد للمساعدة لمكافحة أي حرائق حدثت.
بدأت إندونيسيا في إجراء عمليات الاستمطار وقصف المياه فوق مقاطعة رياو في 22 يوليو 2013 لتقليل عدد النقاط الساخنة التي كانت قد ارتفعت بشكل حاد خلال عطلة نهاية الأسبوع السابقة وتسببت في عودة الضباب إلى ماليزيا. ونُشر أكثر من 370 من رجال الإطفاء لمكافحة الحرائق مع استخدام 3 مروحيات لقصف المياه. في مدينة بيكانبارو عاصمة مقاطعة رياو، كما نُفذت أكثر من 22 عملية قصف بالمياه. أُجريت في النهاية عملية استمطار واحدة فقط حيث لم تكن هناك سحب كافية على مدينة بيكانبارو لتساقط الأمطار.
صرح ويليم رامبانغيلي نائب الوزير بوزارة التنسيق لرعاية الشعب الإندونيسية إن حكومة المقاطعة بذلت قصارى جهدها بالفعل لمكافحة الحرائق، ولكن عدد النقاط الساخنة ظل كما هو، وأفاد أيضًا إنه بعد الفشل في تقليل عدد النقاط الساخنة بشكل كبير سترسل جاكرتا مزيدًا من القوات لمكافحة الحرائق.
وفي 24 يوليو أجرت الطائرات عمليات الاستمطار لتقليل الضباب الذي غطى سماء مقاطعة رياو ومضيق ملقا خلال الأيام القليلة الماضية.
قضت محكمة مقاطعة ميولابوه في جزيرة سومطرة في 8 يناير 2014 بأن الشركة الإندونيسية كاليستا علم قد أحرقت بشكل غير قانوني نباتات على مساحة من الأرض بلغت 1000 هكتار (2500 فدان) من أراضي الخث في مقاطعة أتشيه لتطهيرها من أجل إنشاء مزرعة لإنتاج زيت النخيل.كما ألزمت المحكمة في الدعوى المدنية التي رفعتها وزارة البيئة الإندونيسية الشركة بدفع 114.3 مليار روبية (ما يعادل 9.4 مليون دولار أمريكي) لتعويض خسائر للدولة و252 مليار روبية لإعادة تأهيل الأرض التي دمرتها.

### ماليزيا

#### شبه جزيرة ماليزيا
كان الضباب الذي أثر على ماليزيا هو الأسوأ منذ عام 2005 حيث وصل مؤشر تلوث الهواء إلى 172 في 19 يونيو 2013. وفي 17 يونيو 2013 كانت هناك منطقتان فقط تسجلان قيم غير صحية لمؤشر تلوث الهواء، بعد أن انحفض العدد من ستة مناطق في 16 يونيو 2013. كانت هاتان المنطقتان هما منطقة كيمامان في مدينة تيرينغانو التي سجلت مسؤشر تلوث هواء بلغ (118) ومنطقة بالوك بارو في مدينة كوانتان بمقاطعة فهج، والتي سجلت مؤشر تلوث هواء بلغ (110) وفقًا لوزارة البيئة الماليزية. وفي 19 يونيو 2013 أظهرت قراءات مؤشر تلوث الهواء التي رصدتها وزارة البيئة الماليزية في الساعة 5 مساءًا أن ولايتا جوهر وملقا كانتا الأكثر تضررًا من الضباب، حيث بلغت أعلى قراءة لمؤشر تلوث الهواء في ولاية جوهر 172، والتي سُجلت في بلدة موار، وبلغت أعلى قراءة لمؤشر تلوث الهواء في ولاية ملقا كانت 161، والتي سُجّلت في مدينة ملقا عاصمة الولاية.
ساء الضباب في 20 يونيو 2013 في ماليزيا، وظلت ولايتا جوهر وملقا أكثر الولايات تضررا. ففي جوهر سجلت مدينة قراءة خطرة لمشر تلوث الهواء بلغت 383 في الساعة 11 صباحًا، والتي كانت واحدة من أسوأ القراءات. وسجلت مدينة كوتا تنغي ثاني أسوأ قراءة لمؤشر تلوث الهواء حيث سجلت قراءة غير صحية للغاية وصلت إلى 2322. كما سُجلت في ولاية ملقا قراءة لمؤشر تلوث الهواء بلغت 137 في مدينة ملقا عاصمة الولاية متجاوزة بذلك مؤشر تلوث الهواء غير الصحي. بينما تراوحت القراءات في أجزاء أخرى من ماليزيا من جيد إلى غير صحي.
توقعت إدارة الأرصاد الجوية الماليزية بعد يوم واحد من تفاقم الأزمة أن الضباب لن يتبدد حتى يوم 26 يونيو 2013، حيث كان من المتوقع أن تهب العاصفة الاستوائية بيبينكا آتية من الجنوب الغربي مما يتسبب في رياح قوية وطقس جاف لنقل الضباب الدخاني من جزيرة سومطرة الإندونيسية إلى غرب ماليزيا. وأفادت وزارة الصحة بولاية جوهر أن عدد المواطنين المصابين بأمراض الجهاز التنفسي العلوي قد ازداد بنسبة 21٪ على الأقل.
وفي 23 يونيو 2013 ارتفع مؤشر تلوث الهواء في مدينة موار بولاية جوهر إلى 746 في الساعة 7 صباحًا، وهو ما يقرب من 2.5 ضعف الحد الأدنى من المستوى الخطير لمؤشر تلوث الهواء، مما أدى إلى إعلان حالة الطوارئ في مدن موار وليدانغ. وفي صباح 25 يونيو 2013 كان مؤشر تلوث الهواء أيضًا أكثر من الحد الأدنى لنطاق مستوى الخطورة بحوالي 450.
أزاحت الرياح المتغيرة الضباب شمالًا بعيدًا عن جوهر وسنغافورة في 24 يونيو 2013 باتجاه ولايات ملقا وسيلاغور ونيجيري سيمبيلان وبيراك وبيناغ. كما غطى الضباب الساحل الشرقي لماليزيا، وخاصة ولايات فهغ وترينجانو وكيلانتان، وساءت جودة الهواء في وسط وشمال شبه الجزيرة الماليزية. سجلت العاصمة الماليزية كوالالمبور مؤشر تلوث هواء غير صحي وصل إلى 198 في الساعة 11 صباحًا مما يشير إلى أن القراءة الأولى لمؤشر تلوث الهواء في كوالالمبور كانت على وشك الدخول في النطاق غير الصحي للغاية في موسم الضباب. كانت مدينة بورت ديكسون هي الأكثر تضررًا من الضباب حيث دخل مؤشر تلوث الهواء في النطاق الخطر بقراءة 335 في الساعة 7 صباحًا، على الرغم من أن الرقم انخفض إلى قراءة غير صحية للغاية عند 292 في الساعة 11 صباحًا.
وعلى الرغم من أن الضباب كان قد تلاشى قليلاً في الأجزاء الجنوبية من ماليزيا فقد سجلت مدينة بورت كلاغ سلسلة غير صحية للغاية من قيم مؤشر تلوث الهواء التي وصلت إلى النطاق الخطير بقراءة 487 في صباح يوم 25 يونيو. تسبب الدخان المنجرف من الجنوب أيضًا في تغطية أماكن أخرى في ولايات سيلاغور وكوالالمبور بضباب دخان كثيف مما أدى إلى الوصول إلى مؤشرات تلوث هواء قريبة جدًا من المستوى الخطر. كما تضررت مدينة سيري مانجونج في ولاية بيراك التي تقع على بعد 200 كيلومتر من بورت كلاغ بشدة. وظلت الرؤية ضعيفة في كوالالمبور وعدة ولايات أخرى.
استطاع الماليزيون أن يتنفسوا بسهولة عندما ساعدت الأمطار الليلية في أجزاء عديدة من الساحل الغربي للبلاد على تنقية السماء. حيث كان هناك انخفاض كبير في قيم مؤشر تلوث الهواء بدءًا من يوم 26 يونيو 2013 في معظم المناطق، ومن بينها منطقة بورت كلاغ.
يُعتقد أن أزمة الضباب قد أودت بحياة أولى ضحاياها من البشر في ماليزيا حين توفيت امرأة مصابة بداء السكري من مدينة موار كانت تعاني من الربو، كما أصيب رجل مسن من نفس البلدة أيضًا. وقد أُبلغ عن حالتي الوفاة في وقت مبكر من الأسبوع.
استمر التحسن في قراءات مؤشر تلوث الهواء في 29 يونيو 2013 مع تسجيل قراءات مؤشر معايير تلوث قياسية تتأرجح بين النطاقين الجيد والمتوسط. وفي الخامسة مساءً سًجّلت أسوأ قراءات لمؤشر معايير التلوث القياسي في النطاق المعتدل في مدن كوتا تينغي وبوكيت رامباي والتي بلغت عند 81 و86 على التوالي.
في 21 يوليو 2013 غطى الضباب بعض ولايات ماليزيا مرة أخرى، وسجّلت بعض أجزاء ولايات سيلاغور، ونيجيري سيمبيلان، وملقا قراءات مؤشر تلوث هواء تقع في الجزء الأعلى من النطاق المعتدل. وكانت مدينة بوكيت رامباي الواقعة في ولاية ملقا هي الأشد تضررا. وفي الساعة 12 صباحًا سُجلت قراءة متوسطة لمؤشر تلوث الهواء بلغت 94، ثم استمرت القراءة في التصاعد لتصل إلى نهاية النطاق المعتدل بقراءة 100 في الساعة 7 صباحًا، ودخلت النطاق غير الصحي بعد مضي ساعة واحدة. استمرت جودة الهواء في مدينة بوكيت رامباي في التدهور، وسجلت أعلى قيمة لمؤشر تلوث الهواء خلال ذلك اليوم، والتي بلغت 118، في الساعة 8 مساءًا والساعة 9 مساءًا، ثم بدأت القراءات تنخفض في الساعة 10 مساءًا.
وفي 22 يوليو 2013 ساءت ظروف الضباب في ولايات سيلاغور وملقا ونيجيري سمبيلان، كما أصيبت ولاية جوهر بالضباب. ظلت مدينة بوكيت رامباي هي الأكثر تضررًا على الإطلاق حيث سُجلت هناك قراءات مؤشر تلوث هواء غير صحية بلغت 135، وهي الأسوأ منذ عودة الضباب. كما سجلت مدينة موار ومدينة ملقا ومدينة بانتينغ والعاصمة كوالالمبور قراءات غير صحية لمؤشر تلوث الهواء.
تغيرت ظروف الضباب مرة أخرى في 23 يوليو 2013، ففي الثامنة صباحًا كانت قراءات مؤشر تلوث الهواء المُسجّلة في مدينة بورت كلاغ قد وصلت إلى 105، ووصلت في مدينة بوكيت رامباي إلى 116، وإلى 115 في مدينة موار.
تقلصت الرؤية في العديد من المطارات الماليزية بسبب الضباب الذي انتقل شمالًا إلى ولايات تيرينجانو وكيلانتان وبينانغ الشمالية. وقد انخفضت الرؤية في مطار السلطان محمود في مدينة كوالا ترينغانو بولاية ترينغانو إلى 3 كم في المساء، بينما انخفضت الرؤية في مطار كيرتي إلى 6 كم. كما تقلصت الرؤية في مطار بينانغ الدولي الواقع في مدينة بيان ليباس بولاية بينانغ إلى 6 كيلومترات. إلا أنه في ولاية كيلانتان كانت الرؤية في مطار السلطان إسماعيل بيترا في مدينة كوتا بارو على بعد 10 كيلومترات آمنة. كما تعرضت مدينتا بيتالينغ جايا وسوباغ، وكلاهما في ولاية سيلاغور، لضعف الرؤية في حوالي الظهيرة، لكن الرؤية تحسنت تدريجيًا بعد ذلك لتصل إلى 6 كيلومترات و9 كيلومترات على التوالي.
كان من المتوقع أن يخف الضباب فوق ولاية جوهر وولاية فهج ووادي كلاغ ومدينة موار ومدينة ملقا ومانجونغ في 25 يوليو 2013 حيث كان من المتوقع هطول الأمطار. إلا أن مدن كوالالمبور وبيتالينغ جايا وكوالا سيلاغور وبوتراجايا وبورت ديكسون ظلت جافة.
في 24 يوليو، سجلت مدن إيبوه، وتانجونغ ماليم، وبيراي مستويات غير صحية لمؤشر تلوث الهواء في فترة ما بعد الظهيرة وصلت إلى 106 في الساعة 4 مساءً، و101 في الساعة 5 مساءًا، و102 في الساعة 1 مساءًا و2 مساءًا على التوالي. كانت قراءات مؤشر تلوث الهواء لهذا اليوم معتدلة في الغالب في ماليزيا على الرغم من أن بعض المناطق سجلت قراءات جيدة.
استمر انتشار الضباب باتجاه الأجزاء الشمالية من ماليزيا في 25 يوليو (تموز) 2013. فكانت جودة الهواء في معظم أنحاء ماليزيا في نطاق معتدل لهذا اليوم. وكانت أكثر المناطق تضرراً هي مدينة إيبوه عاصمة ولاية بيراك، ومدينة سيبرانغ جايا في ولاية بينانغ، حيث سُجّلت فيها مستويات غير الصحية من مؤشر تلوث الهواء في فترة ما بعد الظهيرة. وسُجلت أعلى قراءة لمؤشر تلوث الهواء خلال ذلك اليوم في مدينة إيبوه في الساعة 4 مساءًا وبلغت 106.
تأثرت كل من مدينة بوكيت رامباي الواقعة بولاية ملقا، ومدينة سيري مانجونغ الواقعة في ولاية بيراك، ومدينة بورت كلانغ الواقعة في ولاية سيلاغور، ومدينة براي الواقعة في ولاية بينانج بالضباب في 26 يوليو 2013، حيث سُجلت في هذه المدن أعلى قراءات لمؤشر تلوث الهواء، والتي بلغت 82 في الساعة 11 مساءًا، و87 في الساعة 12 صباحًا، و84 في الساعة 12 صباحًا، و87 في الساعة 12 صباحا على التوالي.
عادت جودة الهواء في يوم 27 يوليو 2013 في أجزاء كثيرة من ماليزيا إلى النطاق الجيد، على الرغم من بقاء بعضها في النطاق المعتدل. حيث كانت معظم قراءات مؤشر تلوث الهواء في الفترة من الساعة 12 صباحًا إلى الساعة 5 صباحًا واقعة في الجزء السفلي من النطاق المعتدل. وظلت مدن مثل بوكيت رامباي وسيري مانجونغ وبورت كلاغ وإيبوه على الرغم من ذلك هي المناطق الأكثر تضررًا، حيث بلغت أعلى قراءة لمؤشر تلوث الهواء فيها 83 لعدة مرات خلال ساعات الصباح، و79 في الساعة 2 صباحًا والساعة 3 صباحًا، و78 في الساعة 2 صباحًا والساعة 3 صباحًا على التوالي. دخلت مدينة إيبوه بعد ذلك تقريبًا إلى النطاق غير الصحي لمؤشر تلوث الهواء مسجلة أسوأ قراءة خلال ذلك اليوم، والتي بلغت 99 في الساعة 3 مساءًا. كان هذا على بعد نقطة واحدة فقط من النطاق غير الصحي لمؤشر تلوث الهواء، حيث كان من الممكن أن تؤدي أدنى زيادة إلى دخول النطاق غير الصحي.
ظلت جودة الهواء في النطاق المتوسط في أجزاء كثيرة من ماليزيا في 28 يوليو 2013 خلال النهار، على الرغم من أن معظم المناطق سجلت قراءات جيدة لمؤشر تلوث الهواء في الصباح الباكر. كما ظلت جودة الهواء في مدينة بوكيت رامباي في النطاق المتوسط طوال اليوم. وكانت أسوأ قراءة لمؤشر تلوث الهواء فيها 82، والتي سُجّلت في الساعة 10 مساءً والساعة 11 مساءً. كانت مدينة سيريمبان هي الأكثر تضرراً في ولاية نيجيري سمبيلان حيث سجلت قراءة متوسطة لمؤشر تلوث الهواء بلغت 84 في الساعة 4 مساءًا. وكانت أسوأ قراءة سُجلت لمؤشر تلوث الهواء في مدينة إيبوه أيضًا في الساعة 4 مساءًا هي 92 والتي تُعتبر قراءة معتدلة. وكانت ولاية سيلاغور التي تعتبر أكبر ولايات ماليزيا الاتحادية هي الأشد تضرراً.
سجلت مدن بيتالنغ جايا، وبوتراجايا، وومنطقة كيراس في العاصمة الماليزية كوالالمبور مستويات غير صحية لمؤشر تلوث الهواء. وكانت منطقة كيراس هي الأكثر تضررا حيث ظلت جودة الهواء فيها غير صحية بدءًا من الساعة 2 بعد الظهر إلى الساعة 6 مساءًا. وسُجلت أعلى قراءة لمؤشر تلوث الهواء فيها في الساعة 5 مساءًا وبلغت 139، وهي أسوأ قراءة سُجلت خلال ذلك اليوم في ماليزيا. كانت جودة الهواء في مدينة بيتالينغ جايا غير صحية بدءًا من الساعة 3 وحتى الساعة 4 مساءًا حيث سُجلت قراءة مؤشر تلوث الهواء بلغت 105 في الساعة 3 مساءً. بينما تجاوزت قراءة مؤشر تلوث الهواء في مدينة بوتراجايا الـ100 لمدة ساعة فقط، مُسجّلة 101 في الساعة 5 مساءً.
كانت مدن بوكيت رامباي، وسريمبان، وبانتينغ، وبورت كلاغ، وكوالالمبور، وبيتالينغ جايا، وشاه علام هي الأكثر تضررًا بسبب الضباب في 29 يوليو 2013. حيث بلغت أسوأ قراءات مؤشر تلوث الهواء في هذه المدن باستثناء مدينة كوالالمبور 84 في الساعة 11 مساءًا، و95 في الساعة 4 مساءًا، و82 في الساعة 10 مساءًا، و92 في الساعة 11 مساءًا، و81 بدءًا من الساعة 10 وحتى الساعة 11 مساءًا، و80 في الساعة 11 مساءًا على التوالي. وسجلت منطقة باتو مودا في العاصمة الماليزية كوالالمبور أسوأ قراءة لمؤشر تلوث الهواء فيها حيث بلغت 83 بدءًا من الساعة 2 مساءًا وحتى الساعة 6 مساءًا. وسجلت منطقة كيراس في كوالالمبور قراءات مؤشر تلوث الهواء تقع في الجزء السفلي من النطاق المعتدل خلال معظم اليوم، ولكنها كانت المكان الوحيد الذي تجاوز النطاق غير الصحي لمؤشر تلوث الهواء عندما سجلت قراءة بلغت 102 في الساعة 1 مساءًا.
كانت مدينة بوكيت رامباي هي الأكثر تضرراً بسبب الضباب في 30 يوليو 2013 حيث ظلت قراءات مؤشر تلوث الهواء باستمرار في نطاق ما بين الثمانين والتسعين. وبلغت أسوأ قراءة لمؤشر تلوث الهواء فيها 85، والتي سجلت في الساعة 12 صباحًا في ذلك اليوم. كما سجلت مدينة تانجونغ ماليم قراءة لمؤشر تلوث الهواء بلغت 81 في الساعة 3 مساءًا، بعد ارتفاع مفاجئ من قراءة بلغت 48، والتي تُعتبر جيدة، خلال الساعة السابقة من نفس اليوم، على الرغم من انخفاضها إلى 52 في الساعة 4 مساءًا خلال نفس اليوم. سجّلت مدينة بورت كلاغ كذلك أسوأ قراءة لمؤشر تلوث الهواء فيها خلال هذا اليوم، وبلغت 92 في الساعة 12 صباحًا، على الرغم من أن جودة الهواء كانت قد تحسنت في المناطق الأخرى المتضررة بشدة في اليوم السابق.
ظلت مدينة بوكيت رامباي هي المنطقة الأكثر تضررًا في 31 يوليو 2013، حيث كانت قراءات مؤشر تلوث الهواء تتأرجح هناك حول الثمانين على الرغم من انخفاضها في بعض الأحيان إلى ما فوق السبعين كما حدث خلال الأيام القليلة السابقة. كانت أعلى قراءة لمؤشر تلوث الهواء في المدينة 84 في الساعة 10 صباحًا، وهي القراءة التي كانت أيضًا أعلى قراءة سُجلت خلال ذلك اليوم في ماليزيا. ارتفعت قراءات مؤشر تلوث الهواء في مدينة بورت كلاغ من الخمسينات في الصباح الباكر إلى 77 في الفترة ما بين الساعة 5-9 مساءًا. وظلت قراءات ؤشر تلوث الهواءب النسبة لمعظم اليوم ،ي انطاق لسبعينيات. كما ظلت قراءات مؤشر تلوث الهواء في بعض المناطق الأخرى مثل مدينة كيمانان في ولاية ترينغانو، ومدن بامتنغ، وملقا، وموار في حدود الستينيات خلال معظم ساعات اليوم. كانت جودة الهواء في مدينة تانجونغ ماليم جيدة خلال معظم ساعات اليوم، لكنها ارتفعت فجأة لتصل إلى 72 في الساعة 3 مساءًا، ثم ارتفعت إلى 75 بعد مضي ساعة، ولكنها أخذت في الانخفاض تدريجيًا بعد ذلك وعادت إلى النطاق الجيد في الساعة 8 مساءًا.
ظلت مدينة بوكيت رامباي هي الأكثر تضررا بسبب الضباب في الأول من أغسطس 2013، ولكن انخفضت قراءات مؤشر تلوث الهواء تدريجيًا خلال صباح ذلك اليوم لتصل إلى 68 في الساعة 11 صباحًا، وهو أدنى مستوى سُجّل هناك منذ عدة أيام بالفعل. إلا أن القراءات أخذت تزداد بسرعة على مدار بقية اليوم متجاوزة قراءة 80 في الساعة 3 مساءًا. ثم بلغ مؤشر تلوث الهواء في الساعة 4 مساءًا 90. وكانت قراءات مؤشر تلوث الهواء المسجلة بدءًا من الساعة 10 مساءًا هي 92. أما أعلى قراءة لؤشر تلوث الهواءء سُجلت خلال ذلك اليوم ي Bمدينة بوكيت رامباي كانت 93، والتي سُجّلت في الساعة 9 مساءًا. وكانت تلك أيضًا هي أعلى قراءة سُجلت خلال ذلك اليوم في ماليزيا. ظلت جودة الهواء في مدينة بورت ديكسون تتأرجح ما بين 52 و70 خلال معظم ساعات اليوم ثم ارتفعت فجأة إلى 78 في الساعة 3 مساءًا، ثم ارتفعت إلى 83 في الساعة 4 مساءًا، قبل أن تعاود الانخفاض مجددًا بعد مضي ساعة. وفي العاصمة الماليزية كوالالمبور ظلت جودة الهواء في نطاق الخمسين. ولكن في منطقة كيراس في كوالالمبور ارتفعت قراءات مؤشر تلوث الهواء إلى 71 في الساعة 2 مساءًا خلال ذلك اليوم، ثم ارتفعت إلى 86 في الساعة 3 مساءً، قبل أن تعاود الانخفاض لتصل إلى 77 في الساعة 4 مساءًا، ثم تعود إلى الخمسين. أما في مدينة سيريمبان كانت جودة الهواء تتأرجح حول 60 خلال معظم ساعات اليوم على الرغم من تسجيل قراءة مرتفعة بلغت 80 عند الساعة 3 مساءًا في ذلك اليوم.
في 2 أغسطس 2013 كان الضباب لا يزال يضرب مدينة بوكيت رامباي بشدة. ففي الصباح الباكر استمرت قراءات مؤشر تلوث الهواء في الارتفاع إلى ما يزيد عن 90 لتصل إلى 100 في الساعة 5 صباحًا. وهذا يعني أن القراءات كانت في الجزء العلوي من النطاق المعتدل، وحتى إذا زادت بمقدار 1 فقط، فسوف تدخل إلى النطاق غير الصحي. ولقد دخلت قراءة مؤشر تلوث الهواء بالفعل النطاق غير الصحي في الساعة 6 صباحًا، وراحت تتأرجح ما بين 101 و105. وسُجّلت أعلى قراءة، والتي بلغت 105 خلال فترة الظهيرة من ذلك اليوم. وفي الساعة 3 مساءًا عادت جودة الهواء إلى النطاق المعتدل ثم تراجعت تدريجياً.
في الساعة التاسعة مساءًا كانت القراءة 84. وسجلت مدينة تانجونغ ماليم بدلاً من مدينة بوكيت رامباي أسوأ قراءة خلال ذلك اليوم، والتي بلغت 114 في الساعة 5 مساءًا. كانت هذه أيضًا هي أعلى قراءة سجلت في ماليزيا في ذلك اليوم. كانت جودة الهواء في مدينة تانجونغ ماليم جيدة خلال معظم ساعات اليوم مثلما هو الحال خلال الأيام السابقة، حيث كانت ترتفع لبضع ساعات فقط كل يوم. ثم دخلت جودة الهواء هناك إلى النطاق المتوسط في الساعة 2 مساءًا، وعادت إلى النطاق الجيد في الساعة 8 مساءًا. وبخلاف الموقعين المذكورين سلفًا سجّلت مدن كيميمان، وبورت ديكسون، وسيربمبان، ونيلاي، وملقا أيضًا جودة هواء تزيد عن 70 لبضع ساعات.

#### بورنيو الماليزية
كان مؤشر تلوث الهواء في صباح 20 يونيو 2013 معتدلاً، حيث كانت قراءة مؤشر تلوث الهواء في كوتا كينابولا 74، وفي كينينغاو 66، وفي سانداكان 42. ولكن في 22 يونيو 2013 ساءت الحالة الضبابية في ولاية صباح، وولاية لابوان عندما ارتفع مؤشر تلوث الهواء في عدة مناطق. حيث سجلت كنينغاو قراءة مؤشر تلوث هواء بلغت 98 في الساعة 11 صباحًا، بينما سجلت مدينة كوتا كينابالو 91، وسجلت مدينة لابوان 97. كانت مدينتا سانداكان وتاواو تتمتعان حتى 25 يونيو 2013 فقط بهواء أنظف من المناطق الأخرى وبقراءات مؤشر تلوث هواء ثابتة عند 50 و42 على التوالي.
دخل مؤشر تلوث الهواء في ولاية ساراواك إلى النطاق المتوسط في 20 يونيو 2013 مع قراءات مؤشر تلوث هواء بلغت 72 في مدينة ميري و55 في مدن كابيت وسري أمان.واكتُشف بالإضافة إلى ذلك ستة عشر بقعة ساخنة في 18 يونيو 2013 كان حمس منها في مدينة موكاه، وثلاثة في مدينة سيريكاي. اتُهمت شركات المزارع الكبيرة بأنها السبب الرئيسي لتفاقم أزمة الضباب في الولاية.

#### التدابير المتخذة
أعلن كل من منظمو سباق اليوم الأولمبي، وماكدونالدز ماليزيا، والمجلس الأولمبي الماليزي في 20 يونيو 2013 تأجيل السباق السنوي العاشر للركض المقرر إقامته في 23 يونيو 2013 وسط مخاوف صحية من تبعات أزمة الضباب.
كما أغلقت أكثر من 600 مدرسة في مختلف مناطق ولاية جوهر بدءًا من 23 يونيو 2013 حيث تجاوزت قراءات مؤشر تلوث الهواء النقطة الخطرة البالغة 300. ونصح الأفراد في المدارس في المناطق التي يصل فيها مؤشر تلوث الهواء إلى 150 بتجنب الأنشطة الخارجية. بينما كان لا بد من تأجيل كرنفال جوهر للرجبي لعام 2013 حتى إشعار آخر، كما صدر توجيه لإلغاء جميع الأنشطة الخارجية في معسكرات التدريب للخدمة الوطنية الماليزية في المناطق المتأثرة بقراءات غير صحية لمؤشر تلوث الهواء.
فرضت وزارة البيئة الماليزية كذلك حظرًا على الحرق في الهواء الطلق في ولايات سيلاغور وملقا وجوهر وأعلنت أن المدانون سيواجهون أحكامًا بدفع غرامات مالية لا تزيد عن 500000 رينغيت ماليزي (أي ما يعادل 199.400 دولار سنغافوري)، أو بالسجن لمدة خمس سنوات كحد أقصى، أو كليهما وفقًا للمادة 29AA (2) من قانون جودة البيئة الماليزي (المعدل) لعام 2001.
كما نصح رئيس الوزراء الماليزي نجيب رزاق الجمهور بتقليل الأنشطة الخارجية بينما كان الضباب لا يزال موجودًا. في 23 يونيو 2013 أعلنت الحكومة الماليزية فرض حالة الطوارئ في منطقتين جنوبيتين هما مدينة موار، ومدينة ليدانغ بعد أن ارتفعت قيم قراءات مؤشر تلوث الهواء بشكل سيئ في كلا المدينتين. ثم رُفعت حالة الطوارئ في وقت لاحق في صباح الثلاثاء الموافق 25 يونيو 2013 .
وفي 23 يونيو 2013 أعلن وزير الموارد الطبيعية والبيئة الماليزي داتوك سيري جي بالانيفيل إغلاق جميع المدارس في كوالالمبور وسيلاغور وملقا بدءًا من 24 يونيو 2013 كخطوة احترازية. كما طُلب من إجمالي 480 روضة أطفال تديرها الحكومة في ملقا إيقاف الدراسة. وتم حث مشغلي رياض الأطفال والمدارس الخاصة على أن تحذو حذو حكومة ولاية ملقا. كما أغلقت المدارس أيضًا في بورت ديكسون وكوانتان بأمر من حكومات الولايات المعنية. ظلت العديد من المدارس مغلقة في مدينة باهرو بولاية جوهر مؤقتًا بينما سُمح لنحو 300 مدرسة في أجزاء أخرى من ولاية جوهر بالعمل مرة أخرى كالمعتاد.
وفي اليوم التالي أوقفت سلسلة مطاعم بيتزا هت ماليزيا أيضًا خدمات التوصيل لفرعيها في موار وبورت كلاغ بشكل مؤقت لضمان سلامة الركاب بسبب الضباب المتفاقم. استأنفت السلسلة خدمات التوصيل إلى موار بعد يوم واحد.
ذكر وزير التعليم الماليزي محي الدين ياسين في 25 يونيو 2013 إن أولياء الأمور لديهم حرية التصرف في عدم إرسال أطفالهم إلى المدرسة خوفًا من المشاكل الصحية طالما أنهم أبلغوا السلطات المدرسية ذات الصلة حيث بدأت المدارس في بعض الولايات في إعادة فتح أبوابها للدارسين. كما بدأت وزارة البيئة الماليزية في تحديث قراءات مؤشر تلوث الهواء كل ساعة، وإتاحت هذه القراءات للجمهور على كل من الموقع الرسمي والبوابة الرسمية للوزارة.
أجبر الضباب البرلمان الماليزي على عقد حفل افتتاح الدورة الثالثة عشرة للبرلمان في كوالالمبور في الداخل لأول مرة في تاريخ ماليزيا. وقام يانغ دي بيرتوان أجونغ توانكو عبد الحليم معظم شاه بالتفتيش المعتاد على حرس الشرف في قاعة الولائم بمبنى البرلمان.
كان من المقرر أن يلتقي جي بالانيفيل بنظيره الإندونيسي لمناقشة الوضع بينما سعى المسؤولون الماليزيون والسنغافوريون إلى المضي قدمًا في اجتماع لجنة الضباب برابطة دول جنوب شرق آسيا إلى الأسبوع التالي بدلاً من شهر أغسطس.
اضطر فريق كارديف سيتي إف سي لكرة القدم الصاعد حديثًا للدوري الإنجليزي الممتاز لكرة القدم لتأجيل جولتهم الترويجية لماليزيا والتي كان من المقرر أن تستمر لمدة ستة أيام خلال ذلك الأسبوع بسبب أزمة تلوث الهواء. وفي الوقت نفسه سحبت جميع قرارات إغلاق المدارس في البلاد بحلول يوم 27 يونيو 2013 على الرغم من استمرار إلغاء الأنشطة الخارجية في بعض أجزاء البلاد.
وفي 28 يونيو 2013 ألغي ماراثون شل البيئي الذي كان من المقرر عقده في كوالالمبور في الفترة ما بين 4-7 يوليو بسبب تدهور جودة الهواء.
عند عودة الضباب في منتصف يوليو 2013 أعدت حكومة ولاية بينانغ 200000 كمامة للوجه لتوزيعها على المواطنين، وخاصة أطفال المدارس والنساء الحوامل وسائقي الدراجات النارية وراكبي الدراجات النارية.

#### قراءات مؤشر تلوث الهواء
| التاريخ (الوقت)                                                        | جورج تاون | سرمبن | كوالا لمبور (كيراس) | كوالا ترنغانو | مدينة ملقا | جوهر بهرو | كوانتان (إنديرا ماهكوتا) | كوتشنغ | كوتا كينابالو | بورت كلاغ | موار | سري مانجونغ |
| 13 يونيو (7 صباحًا)                                                     | 46        | 57    | 52                  | 49            | 58         | 64        | 47                       | 42     | 29            | —         | 50   | 49          |
| 13 يونيو (11 صباحًا)                                                    | 50        | —     | 54                  | 51            | 62         | 65        | 50                       | 43     | 30            | —         | 67   | 52          |
| 13 يونيو (5 مساءًا)                                                     | 50        | 63    | 54                  | 52            | 66         | 65        | 53                       | 48     | 32            | —         | 80   | 57          |
| 14 يونيو (7 صباحًا)                                                     | 38        | —     | 55                  | 52            | 67         | 61        | 56                       | 45     | 35            | 68        | 77   | 52          |
| 14 يونيو (11 صباحًا)                                                    | 38        | 67    | 55                  | 50            | 68         | —         | 57                       | 45     | 33            | 66        | 65   | 51          |
| 14 يونيو (5 مساءًا)                                                     | 42        | 69    | 59                  | 49            | 73         | 70        | 58                       | 48     | 36            | 70        | 65   | 49          |
| 15 يونيو (7 صباحًا)                                                     | 54        | 67    | 62                  | 55            | 95         | 90        | 63                       | 54     | 36            | 76        | 108  | 65          |
| 15 يونيو (11 صباحًا)                                                    | 56        | 70    | 64                  | 58            | 101        | 92        | 67                       | 58     | 40            | 78        | 127  | 69          |
| 15 يونيو (5 مساءًا)                                                     | 57        | 77    | 71                  | 60            | 104        | 93        | 76                       | 62     | 40            | 81        | 148  | 72          |
| 16 يونيو (7 صباحًا)                                                     | 64        | 87    | 82                  | 76            | 112        | 81        | 86                       | 76     | 50            | 102       | 125  | 77          |
| 16 يونيو (11 صباحًا)                                                    | 64        | 96    | 86                  | 78            | 129        | 79        | 85                       | 66     | 49            | 104       | 110  | 77          |
| 16 يونيو (5 مساءًا)                                                     | 64        | 96    | 86                  | 81            | 161        | 80        | 89                       | 63     | 49            | 103       | 86   | 81          |
| 17 يونيو (7 صباحًا)                                                     | 56        | 84    | 74                  | 70            | 129        | 77        | 106                      | 59     | 52            | 73        | 71   | 71          |
| 17 يونيو (11 صباحًا)                                                    | 53        | 69    | 66                  | 70            | 102        | 74        | 107                      | 58     | 55            | 67        | 65   | 67          |
| 17 يونيو (5 مساءًا)                                                     | 46        | 65    | 60                  | 72            | 62         | 77        | 99                       | 56     | 60            | 63        | 62   | 56          |
| 18 يونيو (7 صباحًا)                                                     | 41        | 60    | 59                  | 84            | 65         | 116       | 70                       | 47     | 61            | 80        | 65   | 39          |
| 18 يونيو (11 صباحًا)                                                    | 46        | 61    | 62                  | 84            | 68         | 125       | 67                       | 42     | 60            | 85        | 70   | 42          |
| 18 يونيو (5 مساءًا)                                                     | 49        | 68    | 65                  | 84            | 72         | 122       | 63                       | 46     | 59            | 85        | 68   | 52          |
| 19 يونيو (7 صباحًا)                                                     | 55        | 82    | 75                  | 77            | 148        | 122       | 67                       | 60     | 56            | 96        | 133  | 70          |
| 19 يونيو (11 صباحًا)                                                    | 56        | 84    | 76                  | 77            | 160        | 124       | 68                       | 65     | 56            | 98        | 157  | 71          |
| 19 يونيو (5 مساءًا)                                                     | 57        | 80    | 72                  | 75            | 161        | 152       | 70                       | 68     | 56            | 96        | 172  | 70          |
| 20 يونيو (7 صباحًا)                                                     | 54        | 76    | 61                  | 66            | 134        | 171       | 72                       | 79     | 67            | 70        | 337  | 64          |
| 20 يونيو (11 صباحًا)                                                    | 53        | 78    | 61                  | 66            | 137        | 181       | 71                       | 80     | 74            | 65        | 383  | 65          |
| 20 يونيو (5 مساءًا)                                                     | 52        | 86    | 67                  | 65            | 150        | 219       | 73                       | 85     | 79            | 70        | —    | 68          |
| 21 يونيو (7 صباحًا)                                                     | 57        | 105   | 78                  | 57            | 192        | 190       | 85                       | 84     | —             | 91        | 183  | 80          |
| 21 يونيو (11 صباحًا)                                                    | 60        | 109   | 81                  | 54            | 205        | 197       | 87                       | 83     | —             | 94        | 193  | 81          |
| 21 يونيو (5 مساءًا)                                                     | 64        | 119   | 80                  | 51            | 271        | 158       | 90                       | 86     | —             | 94        | 273  | 84          |
| 22 يونيو (7 صباحًا)                                                     | 69        | 106   | 77                  | 57            | 176        | 175       | 78                       | 87     | 90            | 118       | 276  | 86          |
| 22 يونيو (11 صباحًا)                                                    | 70        | 109   | 82                  | 60            | 178        | 170       | 78                       | 88     | 91            | 139       | 373  | 87          |
| 22 يونيو (5 مساءًا)                                                     | 72        | 108   | 92                  | 66            | 188        | 167       | 80                       | 88     | 89            | 145       | —    | 87          |
| 23 يونيو (7 صباحًا)                                                     | 71        | 103   | 102                 | 68            | 357        | 117       | 100                      | 84     | 87            | 188       | 746  | 94          |
| 23 يونيو (11 صباحًا)                                                    | 71        | 104   | 111                 | 72            | 415        | 100       | 107                      | 83     | 85            | 192       | 690  | 94          |
| 23 يونيو (5 مساءًا)                                                     | 71        | 103   | 134                 | 83            | 373        | 89        | 138                      | 77     | 83            | 214       | 507  | 106         |
| 24 يونيو (7 صباحًا)                                                     | 70        | 153   | 157                 | 95            | 182        | 111       | 171                      | 70     | 76            | 296       | 148  | 141         |
| 24 يونيو (11 صباحًا)                                                    | 71        | 169   | 160                 | 98            | 141        | 107       | 166                      | 72     | 75            | 288       | 132  | 148         |
| 24 يونيو (5 مساءًا)                                                     | 81        | 171   | 168                 | 100           | 128        | 108       | 138                      | 75     | 73            | 319       | 125  | 171         |
| 25 يونيو (7 صباحًا)                                                     | 121       | 165   | 186                 | 101           | 135        | 82        | 87                       | 80     | 70            | 487       | 165  | 288         |
| 25 يونيو (11 صباحًا)                                                    | 118       | 144   | 174                 | 98            | 131        | 81        | 83                       | 74     | 71            | 484       | 132  | 333         |
| 25 يونيو (5 مساءًا)                                                     | 106       | 141   | 147                 | 89            | 121        | 75        | 77                       | 68     | 71            | 464       | 127  | 290         |
| 26 يونيو (7 صباحًا)                                                     | 62        | 118   | 98                  | 85            | 93         | 66        | 65                       | 51     | 67            | 140       | 70   | 137         |
| 26 يونيو (11 صباحًا)                                                    | 60        | 118   | 86                  | 82            | 91         | 65        | 62                       | 53     | 65            | 117       | 67   | 110         |
| 26 يونيو (5 مساءًا)                                                     | 53        | 100   | 74                  | 77            | 101        | 60        | 57                       | 52     | 61            | 93        | 64   | 82          |
| 27 يونيو (7 صباحًا)                                                     | 46        | 86    | 75                  | 64            | 96         | 62        | 60                       | 51     | 53            | 73        | 78   | 46          |
| 27 يونيو (11 صباحًا)                                                    | 44        | 80    | 75                  | 61            | 89         | 63        | 62                       | 51     | 52            | 69        | 76   | 42          |
| 27 يونيو (5 مساءًا)                                                     | 45        | 77    | 67                  | 56            | 76         | 73        | 63                       | 52     | —             | 64        | 69   | 42          |
| 28 يونيو (7 صباحًا)                                                     | 46        | 61    | 52                  | 54            | 55         | 60        | 60                       | 51     | 48            | 54        | 46   | 50          |
| 28 يونيو (11 صباحًا)                                                    | 49        | 57    | 49                  | 53            | 55         | 60        | 58                       | 50     | 46            | 54        | 48   | 50          |
| 28 يونيو (5 مساءًا)                                                     | 50        | 61    | 84                  | 55            | 60         | 56        | 57                       | 50     | 44            | 56        | 47   | 51          |
| 0–50 جيد 51–100 معتدل 101–200 غير صحي 201–300 غير صحي للغاية >301 خطير |           |       |                     |               |            |           |                          |        |               |           |      |             |

| التريخ (الوقت)                                                         | جورج تاون | سرمبن | كوالا لمبور (كيراس) | كوالا ترنغانو | مدينة ملقا | جوهر بهرو | كوانتان (إنديرا ماهكوتا) | كوتشنغ | كوتا كينابالو | بورت كلاغ | موار | سري مانجونغ |
| 21 يوليو (7 صباحًا)                                                     | 65        | 72    | 61                  | 66            | 76         | 44        | 51                       | 47     | 36            | 89        | 67   | 78          |
| 21 يوليو (11 صباحًا)                                                    | 64        | 76    | 61                  | 66            | 79         | 44        | 52                       | —      | 35            | 91        | 67   | 75          |
| 21 يوليو (5 مساءًا)                                                     | 64        | 80    | 75                  | 68            | 92         | 46        | 53                       | —      | 36            | 90        | 71   | 73          |
| 22 يوليو (7 صباحًا)                                                     | 59        | 74    | 62                  | 67            | 107        | 51        | 58                       | 46     | 46            | 80        | 82   | 67          |
| 22 يوليو (11 صباحًا)                                                    | 59        | 75    | 65                  | 68            | 116        | 52        | 59                       | 48     | 48            | 82        | 91   | 67          |
| 22 يوليو (5 مساءًا)                                                     | 59        | 84    | 110                 | 70            | 99         | 54        | 68                       | 50     | 51            | 94        | 103  | 67          |
| 23 يوليو (7 صباحًا)                                                     | 61        | 85    | 89                  | 87            | 86         | 52        | 76                       | 58     | 56            | 105       | 116  | 84          |
| 23 يوليو (11 صباحًا)                                                    | 62        | 87    | 93                  | 89            | 79         | 50        | 77                       | 60     | 57            | 103       | 111  | 87          |
| 23 يوليو (5 مساءًا)                                                     | 66        | 71    | 93                  | 93            | 78         | 45        | 70                       | 59     | 58            | 97        | 94   | 94          |
| 24 يوليو (7 صباحًا)                                                     | 78        | 67    | 82                  | 87            | 63         | 32        | 57                       | 56     | 57            | 91        | 58   | 118         |
| 24 يوليو (11 صباحًا)                                                    | 77        | 63    | 78                  | 86            | 59         | 31        | 54                       | 54     | 57            | 89        | 51   | 123         |
| 24 يوليو (5 مساءًا)                                                     | 79        | 61    | 64                  | 84            | 59         | 35        | 51                       | 55     | 55            | 81        | 49   | 120         |
| 25 يوليو (7 صباحًا)                                                     | —         | 53    | 59                  | 80            | 58         | 38        | 52                       | 52     | 51            | 81        | 42   | 96          |
| 25 يوليو (11 صباحًا)                                                    | 87        | 51    | 59                  | 79            | 58         | 42        | 52                       | 53     | 50            | 86        | 45   | 94          |
| 25 يوليو (5 مساءًا)                                                     | 87        | 53    | 63                  | 75            | 57         | 46        | 53                       | 53     | 50            | 88        | 46   | 91          |
| 26 يوليو (7 صباحًا)                                                     | 73        | 53    | 63                  | 56            | 52         | 47        | 46                       | 52     | 54            | 69        | 51   | 76          |
| 26 يوليو (11 صباحًا)                                                    | 69        | 54    | 63                  | 51            | 53         | 47        | 42                       | 51     | 55            | 63        | 48   | 73          |
| 26 يوليو (5 مساءًا)                                                     | 60        | 54    | 56                  | 45            | 54         | 51        | 40                       | 52     | 54            | 73        | 47   | 72          |
| 27 يوليو (7 صباحًا)                                                     | 54        | 56    | 56                  | 40            | 54         | 54        | 40                       | 49     | 56            | 75        | 38   | 77          |
| 27 يوليو (11 صباحًا)                                                    | 54        | 55    | 52                  | 41            | 52         | 53        | 41                       | 43     | 55            | 72        | 37   | 74          |
| 27 يوليو (5 مساءًا)                                                     | 54        | 60    | 53                  | 42            | 50         | 50        | 44                       | 36     | 54            | 57        | 40   | 69          |
| 0–50 جيد 51–100 معتدل 101–200 غير صحي 201–300 غير صحي للغاية >301 خطير |           |       |                     |               |            |           |                          |        |               |           |      |             |

### سنغافورة
بدأ الضباب الخفيف في التأثير على سنغافورة في 13 يونيو 2013، قبل أن تتدهور جودة الهواء وظلت في النطاق غير الصحي لبضعة أيام. ووصل مؤشر معايير الملوثات لأول مرة إلى مستويات غير معهودة منذ 16 عامًا عندما سُجلت قراءة مؤشر معايير الملوثات القياسي 155 في الساعة 10 مساءًا. وفي 17 يونيو 2013. كسر مؤشر معايير الملوثات أعلى مستوى له خلال 16 عامًا من الضباب في الساعة العاشرة صباحًا. في 19 يونيو 2013 تجاوزت قراءة مؤشر معايير الملوثات القياسي لمدة 3 ساعات 321 المنطقة الخطرة لأول مرة في التاريخ متجاوزة الرقم القياسي السابق البالغ 226 (وهي قراءة تُعتبر غير صحية للغاية) خلال ضباب عام 1997. وصدرت القراءة متأخرة 57 دقيقة في وقت متأخر الساعة 10:57 مساءً. وسرعان ما انخفضت القراءة إلى 282 في الساعة 11 مساءً، وانخفضت إلى 218 في الساعة 12 صباحًا، وكلاهما يقع في نطاق غير صحي للغاية. وفي الساعة 13:00 من يوم 20 يونيو 2013 وصلت قراءة مؤشر معايير الملوثات القياسي لمدة 3 ساعات إلى مستويات قياسية مرة أخرى بقراءة 371، والتي تقع في النطاق الخطير بعد أن ارتفعت من 299 قبل مضي ساعة، وهي القراءة التي كانت تتجاوز المستوى الخطير بنقطة واحدة فقط. وصل تركيز الجسيمات في الهباء الجوي أيضًا إلى 300 نقطة لأول مرة في تاريخ البلاد.

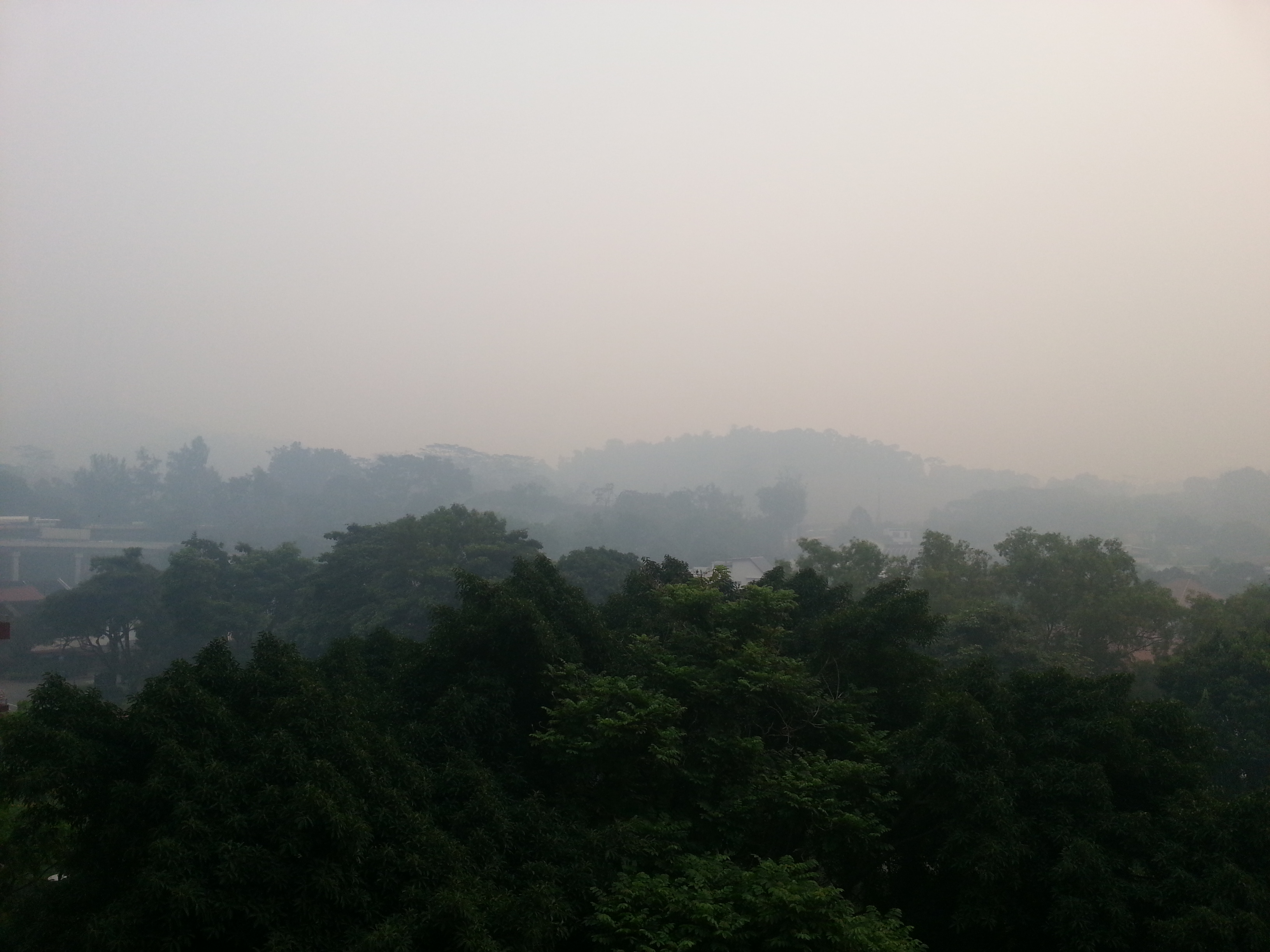
آثار الضباب على سنغافورة حيث يمكن عادةً رؤية التلال في الخلفية بوضوح.

وفي الساعة 11 صباحًا من يوم 21 يونيو 2013، سُجل مستوى عالٍ جديد على الإطلاق من مؤشر معايير الملوثات القياسي قدره 400. ولكن تم تجاوز ذلك الرقم القياسي الجديد مرة أخرى في الساعة 12 مساءً مع بقاء قراءة مؤشر معايير الملوثات القياسي في النطاق الخطير عند 401.

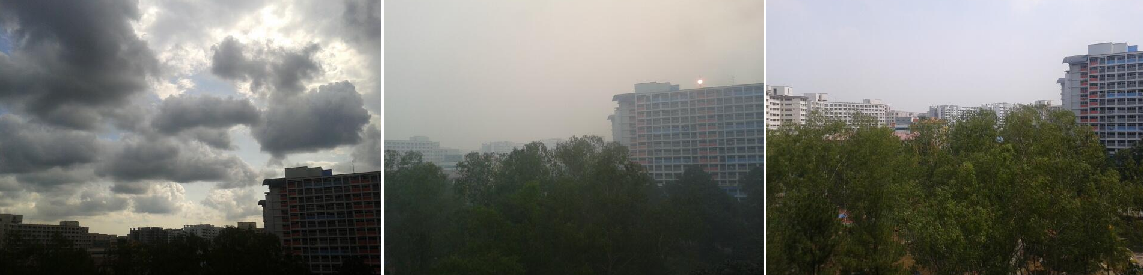
مقارنة آثار الضباب على سنغافورة حيث نلاحظ على اليسار: قبل الضباب (التقطت في 4 مايو وكانت مؤشر معايير الملوثات القياسي جيدة)في الوسط: أثناء الضباب (التقطت في 19 يونيو (حزيران) وكانت قراءات مؤشر معايير الملوثات القياسي غير صحيية)
على اليمين: بعد الضباب (التقطت في 23 يونيو وكانت قراءات مؤشر معايير الملوثات القياسي معتدلة)

توترت هذه العلاقات بين إندونيسيا وسنغافورة كما هو الحال خلال أحداث الضباب السابقة، حيث ألقت إندونيسيا بسرعة اللوم في أزمة الضباب على سنغافورة وماليزيا اللتين استثمرتا في شركات زيت النخيل في المتسببة في الحرائق. أعرب رئيس وزراء سنغافورة لي هسين لونغ، وكذلك فيفيان بالاكريشنان، وزيرة البيئة والموارد المائية السنغافورية عن قلقهما بشأن الضباب ودعوا إندونيسيا إلى بذل المزيد لحل هذه المشكلة. غضب المسؤولون الإندونيسيون من تلك المطالبات، واتهم وزير التنسيق الإندونيسي لرعاية الشعب أجونج لاكسونو في يوم الخميس سنغافورة بالتصرف كطفل. ذكر الوزير الكبير الفخري في سنغافورة جوه تشوك تونغ في رده على تصريحات المسؤولين الإندونيسيين أن الطفل السنغافوري يتعرض للاختناق، مستعيرًا نفس الوصف لإبراز براءة الدولة مع ضعفها في أزمة الضباب.

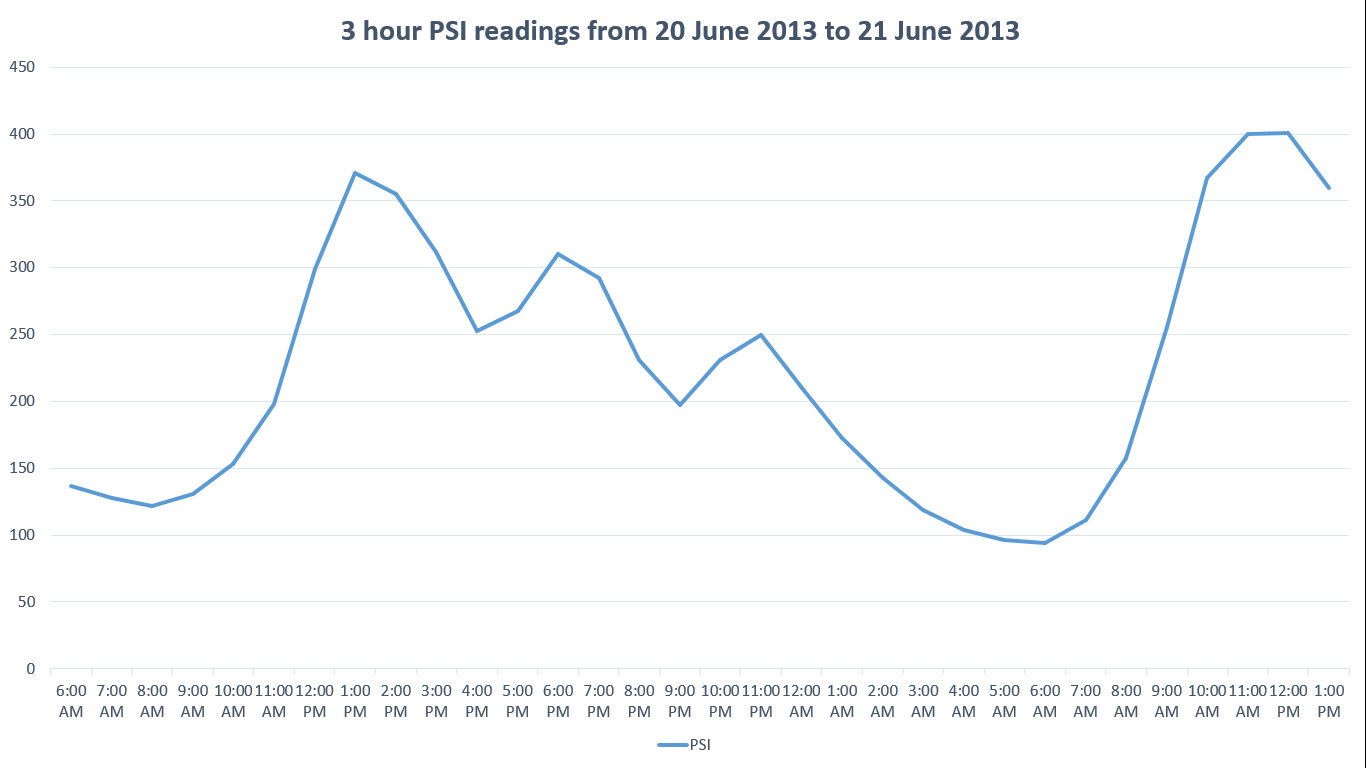
يوضح الرسم البياني قراءات مؤشر معايير الملوثات القياسي الصادرة عن NEA في الفترة من 20 إلى 21 يونيو 2013. حيث وصلت القراءات في الساعة 12 ظهرًا. في 21 يونيو 2013 إلى مستوى قياسي بلغ 401 في أعلى نطاق خطر ممكن.

في حين تم اقتراح استمطار السحب للتخلص من الضباب وجدت خدمة الأرصاد الجوية في سنغافورة أن ذلك غير ممكن بسبب الغطاء السحابي غير الكافي.
بيعت في البداية أقنعة الوجه في الصيدليات الكبرى وتجار التجزئة الآخرين بسبب الطلب القوي، على الرغم من أن وزارة الصحة طمأنت الجمهور لاحقًا بأنه سيتم إعادة توزيع مخزون مستودعاتها التي تضم ما يقرب من تسعة ملايين قناع وجه من النوع N95. تم بعد ذلك توزيع أكثر من 4 ملايين كمامة، وُزعت مليون كمامة منها على الوزارات ووصلت الثلاثة ملايين كمامة الباقية لتجار التجزئة.
امتنعت وزارة القوى العاملة عن إصدار أمر بوقف العمل قائلة إن الحكومة لن تفعل ذلك إلا إذا تفاقم الضباب بشدة.
في 22 يونيو 2013 بدأ الضباب يفسح المجال لسماء صافية حيث انخفضت قراءات مؤشر معايير الملوثات القياسي من 326 في الساعة 10 صباحًا في النطاق الخطير إلى 73 عند الساعة 5 مساءًا في النطاق المعتدل. استمر هذا التحسن في صباح اليوم التالي، وكان مؤشر معايير الملوثات القياسي في نطاق معتدل. ويعود هذا التحسن في جودة الهواء إلى التغيير في اتجاه الرياح المنخفضة المستوى فوق سنغافورة من جنوبية غربية إلى جنوبية. مع استمرار الظروف الجافة والرياح التي تهب من الجنوب الغربي أو الغربي كان من المتوقع أن تكون قراءة مؤشر معايير الملوثات القياسي على مدار 24 ساعة لبقية اليوم في النطاق المعتدل. بيد أنه خلال ساعات الليل وصل مؤشر معايير الملوثات القياسي إلى 102، وهو في النطاق غير الصحي في الغرب. وازدادت القراءات مع مرور ساعات الليل.
غمرت العواصف الرعدية المصحوبة برياح عاتية وعاصفة في وقت متأخر من بعد ظهر يوم 25 يونيو 2013 أجزاء كثيرة من سنغافورة مع هطول أمطار غزيرة وسقوط حبات بَرَد في الجزء الغربي من سنغافورة. كانت العواصف فترة راحة مرحب بها بعد أن عانت سنغافورة أسبوعًا من الضباب القياسي وعدم هطول الأمطار. ومن ثم كان هناك انخفاض كبير في قراءات مؤشر معايير الملوثات القياسي. وأكدت وزيرة البيئة والموارد المائية السنغافوري الدكتورة فيفيان بالاكريشنان للمواطنين السنغافوريين أن جودة المياه في سنغافورة لم تتأثر بالضباب.
تسببت زخات الأمطار الصباحية في 30 يونيو 2013 في حدوث انخفاض ملحوظ في قراءات مؤشر معايير الملوثات القياسي لمدة 3 ساعات. وانخفض مؤشر معايير الملوثات القياسي إلى النطاق الجيد. ولكن ظلت تركيزات الجسيمات في الهباء الجوي في الأيام القليلة الماضية غير صحية، وكان من المتوقع أن يستمر ذلك خلال الأيام التالية.
وفي الأول من يوليو 2013 ظلت قراءات مؤشر معايير الملوثات القياسي في النطاق الجيد خلال معظم ساعات اليوم. وكانت أعلى قراءات مؤشر معايير الملوثات القياسي في ذلك اليوم تترواح ما بين 49-53 (وهي قيم معتدلة). كما كانت قراءات مؤشر معايير الملوثات القياسي في يومي 2 و3 يوليو أيضًا في النطاق الجيد. ثم سُجّلت في 5 يوليو 2013 قراءة مؤشر معايير الملوثات القياسي بلغت 6 - وهي أدنى قراءة منذ أن بدأ الضباب بالهبوط باتجاه سنغافورة.
وعلى الرغم من تعرض ماليزيا للضباب في أيام 21 و22 يوليو 2013 ظلت سنغافورة غير متأثرة نسبيًا بالضباب، حيث كانت الرياح تهب بشكل أساسي من الجنوب أو الجنوب الشرقي. وفي 26 يوليو 2013 وصل مؤشر معايير الملوثات القياسي إلى ما يزيد عن 40 لأول مرة منذ أسابيع، ثم ارتفع إلى 46.
في 31 يوليو 2013 وصل مؤشر معايير الملوثات القياسي إلى أعلى مستوى له عند 44، ولكنه انخفض مرة أخرى في اليوم التالي بسبب العواصف الرعدية.
عاد الضباب لفترة وجيزة إلى سنغافورة في 20 أغسطس 2013 خلال فترة ما بعد الظهر مع ارتفاع قراءة مؤشر معايير الملوثات القياسي إلى 55.

#### التدابير المتخذة
نفذت الحكومة والمؤسسات الأخرى في سنغافورة خلال الأيام الأربعة الأولى من الضباب سلسلة من احتياطات السلامة التي تهدف إلى تقليل التعرض للضباب، والتي ركز معظمها على تقييد الأنشطة الخارجية. وبدأت المدارس ومراكز رعاية الأطفال في تقييد الأنشطة الخارجية. كما أُعلنت الحكومة السنغافورية أنه في حالة تفاقم حالة الضباب سيتم إغلاق المدارس وقد تصدر وزارة القوى العاملة في سنغافورة أمرًا بوقف العمل، ثم أعلنت وزارة التربية والتعليم السنغافورية إلغاء جميع الأنشطة المدرسية في يونيو 21 يونيو 2013. بالإضافة إلى ذلك بدأت سنغافورة محادثات مع إندونيسيا. ووزعت الحكومة السنغافورية بضع مئات الآلاف من أجهزة التنفس الصناعي على الأسر التي ليس لديها وسائل لشراء أجهزتها، بينما أعطى أعلى مجلس إسلامي في البلاد الضوء الأخضر للمسلمين بعدم حضور صلاة الجمعة في المساجد إذا رأوا ذلك مناسبًا.

#### قراءات مؤشر معايير التلوث القياسي
| التاريخ (الوقت)                                              | في شمال البلاد | في جنوب البلاد | في شرق البلاد | في غرب البلاد | في وسط البلاد | في عموم البلاد |
| 19 يونيو (الساعة 4 صباحًا)                                    | 121            | 115            | 101           | 118           | 107           | 101–121        |
| 20 يونيو (الساعة 8 صباحًا)                                    | 168            | 173            | 156           | 171           | 152           | 152–173        |
| 20 يونيو (12 مساءًا)                                          | 178            | 196            | 180           | 180           | 169           | 169–196        |
| 20 يونيو (4 مساءًا)                                           | 193            | 214            | 193           | 191           | 179           | 179–214        |
| 20 يونيو (11 مساءًا)                                          | 196            | 236            | 196           | 199           | 182           | 182–236        |
| 21 يونيو (8 صباحًا)                                           | 197            | 196            | 180           | 198           | 170           | 170–198        |
| 21 يونيو (9 صباحًا)                                           | 205            | 205            | 184           | 209           | 175           | 175–209        |
| 21 يونيو (10 صباحًا)                                          | 219            | 216            | 186           | 220           | 179           | 179–220        |
| 21 يونيو (11 صباحًا)                                          | 217            | 220            | 186           | 227           | 180           | 180–227        |
| 21 يونيو (12 مساءًا)                                          | 210            | 232            | 188           | 225           | 181           | 181–232        |
| 21 يونيو (3 مساءًا)                                           | 190            | 225            | 181           | 196           | 173           | 173–225        |
| 21 يونيو (4 مساءًا)                                           | 185            | 225            | 177           | 194           | 171           | 171–225        |
| 21 يونيو (5 مساءًا)                                           | 177            | 216            | 175           | 189           | 166           | 166–216        |
| 21 يونيو (6 مساءًا)                                           | 173            | 200            | 169           | 182           | 161           | 161–200        |
| 21 يونيو (7 مساءًا)                                           | 174            | 197            | 167           | 179           | 159           | 159–197        |
| 21 يونيو (8 مساءًا)                                           | 173            | 194            | 166           | 175           | 158           | 158–194        |
| 21 يونيو (9 مساءًا)                                           | 172            | 189            | 163           | 172           | 155           | 155–189        |
| 21 يونيو (10 مساءًا)                                          | 170            | 186            | 160           | 169           | 154           | 154–186        |
| 21 يونيو (11 مساءًا)                                          | 170            | 183            | 159           | 169           | 154           | 154–183        |
| 22 يونيو (12 صباحًا)                                          | 170            | 183            | 159           | 170           | 155           | 155–183        |
| 22 يونيو (1 صباحًا)                                           | 171            | 185            | 160           | 172           | 156           | 156–185        |
| 22 يونيو (2 صباحًا)                                           | 172            | 189            | 162           | 176           | 159           | 159–189        |
| 22 يونيو (3 صباحًا)                                           | 174            | 192            | 165           | 180           | 162           | 162–192        |
| 22 يونيو (4 صباحًا)                                           | 176            | 197            | 168           | 184           | 166           | 166–197        |
| 22 يونيو (5 صباحًا)                                           | 179            | 204            | 171           | 188           | 170           | 170–204        |
| 22 يونيو (6 صباحًا)                                           | 182            | 226            | 177           | 193           | 173           | 173–226        |
| 22 يونيو (7 صباحًا)                                           | 183            | 241            | 184           | 194           | 177           | 177–241        |
| 22 يونيو (8 صباحًا)                                           | 182            | 246            | 185           | 194           | 179           | 179–246        |
| 22 يونيو (9 صباحًا)                                           | 180            | 241            | 184           | 194           | 177           | 177–241        |
| 22 يونيو (10 صباحًا)                                          | 178            | 235            | 182           | 194           | 176           | 176–235        |
| 22 يونيو (11 صباحًا)                                          | 178            | 229            | 181           | 193           | 175           | 175–229        |
| 22 يونيو (12 مساءًا)                                          | 180            | 216            | 193           | 177           | 173           | 173–216        |
| 22 يونيو (1 مساءًا)                                           | 182            | 199            | 176           | 191           | 173           | 173–199        |
| 22 يونيو (2 مساءًا)                                           | 181            | 197            | 175           | 189           | 172           | 172–197        |
| 22 يونيو (3 مساءًا)                                           | 178            | 193            | 174           | 185           | 170           | 170–193        |
| 22 يونيو (4 مساءًا)                                           | 175            | 187            | 173           | 181           | 167           | 167–187        |
| 22 يونيو (5 مساءًا)                                           | 171            | 185            | 170           | 178           | 165           | 165–185        |
| 22 يونيو (6 مساءًا)                                           | 168            | 184            | 168           | 176           | 162           | 162–184        |
| 22 يونيو (7 مساءًا)                                           | 163            | 182            | 165           | 175           | 161           | 161–182        |
| 22 يونيو (8 مساءًا)                                           | 160            | 180            | 163           | 172           | 159           | 159–180        |
| 22 يونيو (9 مساءًا)                                           | 157            | 178            | 161           | 169           | 157           | 157–178        |
| 22 يونيو (10 مساءًا)                                          | 154            | 175            | 159           | 166           | 153           | 153–175        |
| 22 يونيو (11 مساءًا)                                          | 151            | 171            | 154           | 162           | 148           | 148–171        |
| 23 يونيو (12 صباحًا)                                          | 148            | 167            | 151           | 158           | 144           | 144–167        |
| 23 يونيو (1 صباحًا)                                           | 144            | 164            | 147           | 153           | 141           | 144–164        |
| 23 يونيو (2 صباحًا)                                           | 141            | 160            | 144           | 147           | 137           | 137–160        |
| 23 يونيو (3 صباحًا)                                           | 138            | 157            | 141           | 143           | 134           | 134–157        |
| 23 يونيو (4 صباحًا)                                           | 134            | 154            | 139           | 139           | 130           | 130–154        |
| 23 يونيو (5 صباحًا)                                           | 130            | 150            | 137           | 136           | 127           | 127–150        |
| 23 يونيو (6 صباحًا)                                           | 127            | 143            | 132           | 132           | 124           | 124–143        |
| 23 يونيو (7 صباحًا)                                           | 123            | 136            | 125           | 126           | 120           | 120–136        |
| 23 يونيو (8 صباحًا)                                           | 119            | 128            | 118           | 119           | 114           | 114–128        |
| 23 يونيو (9 صباحًا)                                           | 115            | 121            | 112           | 112           | 108           | 108–121        |
| 23 يونيو (10 صباحًا)                                          | 110            | 114            | 105           | 107           | 101           | 101–114        |
| 23 يونيو (11 صباحًا)                                          | 104            | 106            | 98            | 100           | 95            | 95–106         |
| 23 يونيو (12 مساءًا)                                          | 96             | 98             | 91            | 94            | 88            | 88–98          |
| 23 يونيو (1 مساءًا)                                           | 91             | 95             | 84            | 93            | 84            | 84–95          |
| 23 يونيو (2 مساءًا)                                           | 89             | 93             | 82            | 93            | 82            | 82–93          |
| 23 يونيو (3 مساءًا)                                           | 88             | 94             | 81            | 94            | 82            | 81–94          |
| 23 يونيو (4 مساءًا)                                           | 89             | 94             | 82            | 95            | 82            | 82–95          |
| 23 يونيو (5 مساءًا)                                           | 89             | 94             | 82            | 96            | 82            | 82–96          |
| 23 يونيو (6 مساءًا)                                           | 89             | 93             | 81            | 97            | 81            | 81–97          |
| 23 يونيو (7 مساءًا)                                           | 88             | 92             | 81            | 99            | 81            | 81–99          |
| 23 يونيو (8 مساءًا)                                           | 87             | 90             | 80            | 102           | 79            | 79–102         |
| 23 يونيو (9 مساءًا)                                           | 85             | 89             | 79            | 105           | 78            | 78–105         |
| 23 يونيو (10 مساءًا)                                          | 83             | 88             | 78            | 109           | 77            | 77–109         |
| 23 يونيو (11 مساءًا)                                          | 82             | 87             | 77            | 110           | 76            | 76–110         |
| 24 يونيو (12 صباحًا)                                          | 80             | 87             | 76            | 109           | 75            | 75–109         |
| 24 يونيو (1 صباحًا)                                           | 79             | 86             | 75            | 108           | 74            | 74–108         |
| 24 يونيو (2 صباحًا)                                           | 78             | 84             | 73            | 108           | 73            | 73–108         |
| 24 يونيو (3 صباحًا)                                           | 76             | 82             | 71            | 107           | 72            | 71–107         |
| 24 يونيو (4 صباحًا)                                           | 74             | 79             | 69            | 105           | 70            | 69–105         |
| 24 يونيو (5 صباحًا)                                           | 72             | 76             | 66            | 103           | 68            | 68–103         |
| 24 يونيو (6 صباحًا)                                           | 70             | 73             | 64            | 101           | 66            | 64–101         |
| 24 يونيو (7 صباحًا)                                           | 67             | 71             | 62            | 98            | 64            | 62–98          |
| 24 يونيو (8 صباحًا)                                           | 65             | 68             | 60            | 96            | 62            | 60–96          |
| 24 يونيو (9 صباحًا)                                           | 63             | 66             | 59            | 93            | 60            | 59–93          |
| 24 يونيو (10 صباحًا)                                          | 61             | 64             | 58            | 91            | 59            | 58–91          |
| 24 يونيو (11 صباحًا)                                          | 60             | 63             | 57            | 90            | 57            | 57–90          |
| 24 يونيو (12 مساءًا)                                          | 59             | 62             | 56            | 89            | 57            | 56–89          |
| 24 يونيو (1 مساءًا)                                           | 58             | 61             | 56            | 89            | 56            | 56–89          |
| 24 يونيو (2 مساءًا)                                           | 58             | 61             | 55            | 88            | 56            | 55–88          |
| 24 يونيو (3 مساءًا)                                           | 58             | 61             | 55            | 88            | 57            | 55–88          |
| 24 يونيو (4 مساءًا)                                           | 59             | 61             | 55            | 88            | 57            | 55–88          |
| 24 يونيو (5 مساءًا)                                           | 61             | 62             | 55            | 87            | 58            | 55–87          |
| 24 يونيو (6 مساءًا)                                           | 61             | 62             | 55            | 85            | 59            | 55–85          |
| 24 يونيو (7 مساءًا)                                           | 70             | 63             | 55            | 83            | 59            | 55–83          |
| 24 يونيو (8 مساءًا)                                           | 77             | 64             | 55            | 80            | 60            | 55–80          |
| 24 يونيو (9 مساءًا)                                           | 77             | 63             | 55            | 76            | 60            | 55–77          |
| 24 يونيو (10 مساءًا)                                          | 77             | 62             | 55            | 73            | 60            | 55–77          |
| 24 يونيو (11 مساءًا)                                          | 77             | 61             | 55            | 71            | 59            | 55–77          |
| 0–50 جيد 51–100 معتدل 101–200 غير صحي 201–300 غير صحي للغاية |                |                |               |               |               |                |

| التاريخ/الوقت                                                          | 12 صباحًا | 1 صباحًا | 2 صباحًا | 3 صباحًا | 4 صباحًا | 5 صباحًا | 6 صباحًا | 7 صباحًا | 8 صباحًا | 9 صباحًا | 10 صباحًا | 11 صباحًا | 12 صباحًا | 1 مساءًا | 2 مساءًا | 3 مساءًا | 4 مساءًا | 5 مساءًا | 6 مساءًا | 7 مساءًا | 8 مساءًا | 9 مساءًا | 10 مساءًا | 11 مساءًا |
| 17 يونيو                                                               | —        | —       | —       | —       | —       | —       | —       | 56      | 56      | 55      | 57       | 64       | 80       | 95      | 100     | 105     | 111     | 110     | 111     | 117     | 140     | 152     | 155      | 150      |
| 18 يونيو                                                               | 145      | —       | —       | —       | —       | —       | 109     | 106     | 108     | 115     | 121      | 123      | 114      | 104     | 95      | 90      | 85      | 81      | 82      | 88      | 97      | 108     | 122      | 133      |
| 19 يونيو                                                               | 134      | —       | —       | —       | —       | —       | 77      | 78      | 80      | 84      | 91       | 103      | 124      | 152     | 170     | 172     | 158     | 146     | 144     | 161     | 190     | 290     | 321      | 282      |
| 20 يونيو                                                               | 218      | 195     | —       | —       | —       | —       | 137     | 128     | 122     | 131     | 153      | 198      | 299      | 371     | 355     | 312     | 253     | 268     | 310     | 292     | 231     | 197     | 231      | 250      |
| 21 يونيو                                                               | 210      | 173     | 143     | 119     | 104     | 96      | 94      | 111     | 158     | 256     | 367      | 400      | 401      | 360     | 245     | 168     | 145     | 143     | 139     | 135     | 137     | 142     | 153      | 168      |
| 22 يونيو                                                               | 180      | 183     | 180     | 179     | 177     | 180     | 190     | 231     | 292     | 323     | 326      | 322      | 319      | 263     | 178     | 122     | 85      | 73      | 73      | 77      | 82      | 87      | 90       | 91       |
| 23 يونيو                                                               | 91       | 90      | 88      | 89      | 93      | 99      | 104     | 106     | 105     | 101     | 96       | 90       | 83       | 80      | 78      | 78      | 77      | 77      | 76      | 75      | 75      | 76      | 79       | 80       |
| 24 يونيو                                                               | 76       | 70      | 64      | 59      | 54      | 51      | 48      | 47      | 47      | 47      | 49       | 52       | 54       | 59      | 65      | 72      | 79      | 82      | 79      | 75      | 72      | 68      | 65       | 61       |
| 0–50 جيد 51–100 معتدل 101–200 غير صحي 201–300 غير صحي للغاية >301 خطير |          |         |         |         |         |         |         |         |         |         |          |          |          |         |         |         |         |         |         |         |         |         |          |          |

### جنوب تايلاند
أثر الضباب على جنوب تايلاند وفقًا لوكالة الأنباء التايلاندية بدءًا من 25 يونيو 2013. حيث أثر الضباب على محافظة يالا أولاً، مما تسبب في إثارة غضب السكان المحليين ولكنه لم يؤثر على الرؤية في الطرق. ازداد الضباب بعد مضي يوم واحد في محافظات باتاني ويالا وساتون مما تسبب في ضعف الرؤية على الطرق. ومن بين مقاطعات جنوب تايلاند السبع المتأثرة بالضباب كانت محافظة ناراثيوات هي الأشد تضررًا، حيث وصلت مستويات الجسيمات في المحافظة إلى 129 ميكروغرام/ متر مكعب، وهو مستوى يعتبر ضار بالصحة.

#### التدابير المتخذة
نصحت مكاتب الصحة العامة بالمقاطعة الجمهور بارتداء أقنعة الوجه وتجنب أي أنشطة في الهواء الطلق.